# Bahnstrecke Halle–Bebra
| Eisenbahnstreckennetz in Thüringen 1906 | |                                                             |                                                             |
| Streckennummer (DB): | 6340 Halle (Saale)–Guntershausen |                                                             |                                                             |
| Kursbuchstrecke (DB): | 581, 580, 605 |                                                             |                                                             |
| Kursbuchstrecke: | 155 (Halle Hbf – Erfurt) 163 (Naumburg (Saale) Hbf – Abzw Großheringen Gho) 170 (Erfurt – Bebra) 170c (Erfurt – Gotha) 160, 164 (Erfurt – Neudietendorf) 171a (Eisenach – Wartha (W.)) jeweils 1934 180 (Halle (Saale) Hbf – Erfurt) 192a (Obersuhl – Bebra) jeweils 1946 600 (Berlin – Eisenach 1968) |                                                             |                                                             |
| Streckenlänge: | 210,36 km |                                                             |                                                             |
| Spurweite: | 1435 mm (Normalspur) |                                                             |                                                             |
| Streckenklasse: | D4 |                                                             |                                                             |
| Stromsystem: | 15 kV, 16,7 Hz ~ |                                                             |                                                             |
| Streckengeschwindigkeit: | (Erfurt–Eisenach) 200 km/h |                                                             |                                                             |
| Zugbeeinflussung: | PZB, ETCS Level 2 (Erfurt–Eisenach) |                                                             |                                                             |
| Zweigleisigkeit: | (durchgehend) |                                                             |                                                             |
| | |                                                             |                                                             |
| \| \| \| von Berlin, von Magdeburg, von Halberstadt und von Cottbus \| \| \| \| \| \| \| \| \| −0,047 \| Halle (Saale) Hbf \| Halle (Saale) Hbf \| \| \| \| nach Leipzig Hbf \| \| \| \| \| nach Hann. Münden \| \| \| \| 5,612 \| Verbindungskurve nach Abzw Halle-Planena \| Verbindungskurve nach Abzw Halle-Planena \| \| \| 5,850 \| Halle-Ammendorf \| Halle-Ammendorf \| \| \| \| nach Leipzig-Leutzsch \| \| \| \| 6,600 \| Weiße Elster \| Weiße Elster \| \| \| 7,400 \| Ebensfeld–Leipzig (Schnellfahrstrecke) \| Ebensfeld–Leipzig (Schnellfahrstrecke) \| \| \| 9,100 \| Saale \| Saale \| \| \| 9,935 \| Schkopau \| Schkopau \| \| \| \| von Schafstädt und von Halle-Nietleben \| \| \| \| 13,541 \| Merseburg Hbf \| Merseburg Hbf \| \| \| \| nach Querfurt \| \| \| \| \| Merseburg Gbf \| \| \| \| \| nach Leipzig-Leutzsch \| \| \| \| 17,812 \| Leuna Werke Nord \| Leuna Werke Nord \| \| \| 19,285 \| Leuna Werke Süd \| Leuna Werke Süd \| \| \| \| Verbindungskurve nach Leipzig Hbf (geplant) \| \| \| \| \| von Leipzig Hbf \| \| \| \| 23,799 \| Großkorbetha \| Großkorbetha \| \| \| \| nach Hohenmölsen \| \| \| \| \| ehem. Kohleanschlussbahn \| \| \| \| 31,970 \| Weißenfels \| Weißenfels \| \| \| 32,541 \| Saale (185 m) \| Saale (185 m) \| \| \| 34,840 \| nach Zeitz \| nach Zeitz \| \| \| 37,346 \| Leißling \| Leißling \| \| \| 40,800 \| Saale Bk Goseck (65+82+62 m) \| Saale Bk Goseck (65+82+62 m) \| \| \| 43,100 \| Saale Bk Henne (75+74+113+40 m) \| Saale Bk Henne (75+74+113+40 m) \| \| \| \| von Teuchern \| \| \| \| 45,615 \| Naumburg (Saale) Hbf \| Naumburg (Saale) Hbf \| \| \| \| nach Artern \| \| \| \| 51,900 \| Saale (128 m) \| Saale (128 m) \| \| \| 52,640 \| Bad Kösen \| Bad Kösen \| \| \| 55,200 \| Saale (111 m) \| Saale (111 m) \| \| \| 55,700 \| Saale (81 m) \| Saale (81 m) \| \| \| 55,886 \| Abzw Saaleck \| Abzw Saaleck \| \| \| 56,400 \| Saale \| Saale \| \| \| 56,932 \| Abzw Großheringen Gho \| Abzw Großheringen Gho \| \| \| \| nach Saalfeld (Saale) \| \| \| \| \| \| \| \| \| 57,900 \| Saale; Landesgrenze Sachsen-Anhalt / Thüringen \| Saale; Landesgrenze Sachsen-Anhalt / Thüringen \| \| \| \| \| \| \| \| \| Verbindungskurve von Abzw Großheringen Ghs \| \| \| \| 58,488 \| Großheringen \| Großheringen \| \| \| \| nach Straußfurt \| \| \| \| 59,900 \| Ilm \| Ilm \| \| \| 60,661 \| Bad Sulza \| Bad Sulza \| \| \| 61,000 \| Ilm \| Ilm \| \| \| 61,400 \| Ilm \| Ilm \| \| \| 66,118 \| Niedertrebra \| Niedertrebra \| \| \| 71,678 \| Apolda \| Apolda \| \| \| 72,400 \| Viadukt Apolda (103 m) \| Viadukt Apolda (103 m) \| \| \| 76,000 \| Ilm (90 m) \| Ilm (90 m) \| \| \| 79,077 \| Oßmannstedt \| Oßmannstedt \| \| \| \| von Gera Hbf \| \| \| \| \| von Buchenwald \| \| \| \| 87,049 \| Weimar \| Weimar \| \| \| \| nach Kranichfeld \| \| \| \| 94,750 \| Hopfgarten (Kr Weimar) \| Hopfgarten (Kr Weimar) \| \| \| 100,874 \| Vieselbach \| Vieselbach \| \| \| \| Schnellfahrstrecke von Leipzig \| \| \| \| 104,219 \| Erfurt-Linderbach \| Erfurt-Linderbach \| \| \| 105,828 \| Erfurt Güterbahnhof Ost \| Erfurt Güterbahnhof Ost \| \| \| \| Verbindungskurve nach Erfurt Leipziger Straße \| \| \| \| ~106,000 \| Tunnel Schmidtstädter Tor (um 1874 abgetragen)[2] \| Tunnel Schmidtstädter Tor (um 1874 abgetragen)[2] \| \| \| \| von Wolkramshausen, von Sangerhausen \| \| \| \| 108,352 \| Erfurt Hbf \| Erfurt Hbf \| \| \| \| \| \| \| \| ~109,000 \| Tunnel Gothaer Brückenkopf (nach 1891 abgetragen)[2] \| Tunnel Gothaer Brückenkopf (nach 1891 abgetragen)[2] \| \| \| \| \| \| \| \| \| Gera \| \| \| \| \| Gera \| \| \| \| \| nach Eltersdorf (Schnellfahrstrecke) \| \| \| \| \| Gera \| \| \| \| 114,174 \| Erfurt-Bischleben \| Erfurt-Bischleben \| \| \| 117,700 \| Leipzig Hbf–Eltersdorf (Schnellfahrstrecke) \| Leipzig Hbf–Eltersdorf (Schnellfahrstrecke) \| \| \| 117,800 \| Talbrücke Apfelstädt (Bundesautobahn 71) \| Talbrücke Apfelstädt (Bundesautobahn 71) \| \| \| 120,956 \| Neudietendorf \| Neudietendorf \| \| \| \| nach Ritschenhausen \| \| \| \| 125,521 \| Wandersleben \| Wandersleben \| \| \| 130,473 \| Seebergen \| Seebergen \| \| \| \| nach und von Leinefelde \| \| \| \| \| \| \| \| \| \| Gothaer Viadukt (122 m), Wilder Graben und Bundesstraße 247 \| \| \| \| \| \| \| \| \| 136,380 \| Gotha \| Gotha \| \| \| \| nach Gräfenroda \| \| \| \| \| (Neutrassierung 1994) \| \| \| \| 141,380 \| Leinakanal \| Leinakanal \| \| \| \| Leinakanal \| \| \| \| \| \| \| \| \| \| von Friedrichroda \| \| \| \| 146,910 \| Fröttstädt (Keilbahnhof) \| Fröttstädt (Keilbahnhof) \| \| \| 150,932 \| Mechterstädt \| Mechterstädt \| \| \| 152,600 \| Mechterstädt-Sättelstädt \| Mechterstädt-Sättelstädt \| \| \| 153,839 \| Sättelstädt \| Sättelstädt \| \| \| 153,900 \| Hörsel \| Hörsel \| \| \| 157,439 \| Schönau (Hörsel) \| Schönau (Hörsel) \| \| \| 160,210 \| Wutha (Keilbahnhof) \| Wutha (Keilbahnhof) \| \| \| \| nach Ruhla \| \| \| \| 165,273 \| Eisenach Hbf \| Eisenach Hbf \| \| \| \| \| \| \| \| \| nach Lichtenfels \| \| \| \| \| \| \| \| \| 167,350 \| Eisenach West \| Eisenach West \| \| \| 168,887 \| Eisenach Opelwerk \| Eisenach Opelwerk \| \| \| 169,925 \| Eisenach-Stedtfeld (Hörseltalbahn und Opel) \| Eisenach-Stedtfeld (Hörseltalbahn und Opel) \| \| \| 172,500 \| Hörsel \| Hörsel \| \| \| 173,886 \| Hörschel \| Hörschel \| \| \| 174,145 \| Werra (182 m) \| Werra (182 m) \| \| \| \| von Treffurt \| \| \| \| 175,620 \| Wartha (Werra) \| Wartha (Werra) \| \| \| 176,700 \| Landesgrenze Thüringen / Hessen \| Landesgrenze Thüringen / Hessen \| \| \| 178,360 \| Herleshausen \| Herleshausen \| \| \| 182,700 \| Wommen \| Wommen \| \| \| 183,820 \| Landesgrenze Hessen / Thüringen \| Landesgrenze Hessen / Thüringen \| \| \| \| von Förtha (Kr Eisenach) \| \| \| \| 189,323 \| Gerstungen \| Gerstungen \| \| \| \| Weihe \| \| \| \| \| nach Vacha \| \| \| \| 191,340 \| Landesgrenze Thüringen / Hessen \| Landesgrenze Thüringen / Hessen \| \| \| 192,537 \| Wildeck-Obersuhl \| Wildeck-Obersuhl \| \| \| 195,115 \| Wildeck-Bosserode \| Wildeck-Bosserode \| \| \| \| Suhl \| \| \| \| 196,240 \| Landesgrenze Hessen / Thüringen \| Landesgrenze Hessen / Thüringen \| \| \| 197,960 \| Landesgrenze Thüringen / Hessen \| Landesgrenze Thüringen / Hessen \| \| \| 198,800 \| Wildeck-Hönebach \| Wildeck-Hönebach \| \| \| \| \| \| \| \| 199,390 \| Hönebacher Tunnel (983 m) \| Hönebacher Tunnel (983 m) \| \| \| \| nach Langenschwarz (geplant) \| \| \| \| 205,214 \| Ronshausen \| Ronshausen \| \| \| 206,337 \| Abzw Faßdorf \| Abzw Faßdorf \| \| \| \| nach Bebra-Blankenheim \| \| \| \| 209,000 \| Abzw Weiterode \| Abzw Weiterode \| \| \| \| (nach Bebra Rangierbahnhof) \| \| \| \| \| von Fulda \| \| \| \| 210,359 \| Bebra \| Bebra \| \| \| \| nach Göttingen und nach Baunatal-Guntershausen \| \| | |                                                             |                                                             |
| | | von Berlin, von Magdeburg, von Halberstadt und von Cottbus  |                                                             |
| | |                                                             |                                                             |
| Bahnhof | −0,047 | Halle (Saale) Hbf                                           | Halle (Saale) Hbf                                           |
| Abzweig geradeaus und nach links | | nach Leipzig Hbf                                            | nach Leipzig Hbf                                            |
| Abzweig geradeaus und nach rechts | | nach Hann. Münden                                           | nach Hann. Münden                                           |
| Abzweig geradeaus und nach rechts | 5,612 | Verbindungskurve nach Abzw Halle-Planena                    | Verbindungskurve nach Abzw Halle-Planena                    |
| Bahnhof | 5,850 | Halle-Ammendorf                                             | Halle-Ammendorf                                             |
| Abzweig geradeaus und nach links | | nach Leipzig-Leutzsch                                       | nach Leipzig-Leutzsch                                       |
| Brücke über Wasserlauf | 6,600 | Weiße Elster                                                | Weiße Elster                                                |
| Kreuzung geradeaus unten | 7,400 | Ebensfeld–Leipzig (Schnellfahrstrecke)                      | Ebensfeld–Leipzig (Schnellfahrstrecke)                      |
| Brücke über Wasserlauf | 9,100 | Saale                                                       | Saale                                                       |
| Bahnhof | 9,935 | Schkopau                                                    | Schkopau                                                    |
| Abzweig geradeaus und von rechts | | von Schafstädt und von Halle-Nietleben                      | von Schafstädt und von Halle-Nietleben                      |
| Bahnhof | 13,541 | Merseburg Hbf                                               | Merseburg Hbf                                               |
| Abzweig geradeaus und nach rechts | | nach Querfurt                                               | nach Querfurt                                               |
| Dienststation / Betriebs- oder Güterbahnhof | | Merseburg Gbf                                               | Merseburg Gbf                                               |
| Abzweig geradeaus und nach links | | nach Leipzig-Leutzsch                                       | nach Leipzig-Leutzsch                                       |
| Bahnhof | 17,812 | Leuna Werke Nord                                            | Leuna Werke Nord                                            |
| Haltepunkt / Haltestelle | 19,285 | Leuna Werke Süd                                             | Leuna Werke Süd                                             |
| Abzweig geradeaus und ehemals nach links | | Verbindungskurve nach Leipzig Hbf (geplant)                 | Verbindungskurve nach Leipzig Hbf (geplant)                 |
| Abzweig geradeaus und von links | | von Leipzig Hbf                                             | von Leipzig Hbf                                             |
| Bahnhof | 23,799 | Großkorbetha                                                | Großkorbetha                                                |
| Abzweig geradeaus und nach links | | nach Hohenmölsen                                            | nach Hohenmölsen                                            |
| Abzweig geradeaus und ehemals nach rechts | | ehem. Kohleanschlussbahn                                    | ehem. Kohleanschlussbahn                                    |
| Bahnhof | 31,970 | Weißenfels                                                  | Weißenfels                                                  |
| Brücke über Wasserlauf | 32,541 | Saale (185 m)                                               | Saale (185 m)                                               |
| Abzweig geradeaus und nach links | 34,840 | nach Zeitz                                                  | nach Zeitz                                                  |
| Haltepunkt / Haltestelle | 37,346 | Leißling                                                    | Leißling                                                    |
| Brücke über Wasserlauf | 40,800 | Saale Bk Goseck (65+82+62 m)                                | Saale Bk Goseck (65+82+62 m)                                |
| Brücke über Wasserlauf | 43,100 | Saale Bk Henne (75+74+113+40 m)                             | Saale Bk Henne (75+74+113+40 m)                             |
| Abzweig geradeaus und von links | | von Teuchern                                                | von Teuchern                                                |
| Bahnhof | 45,615 | Naumburg (Saale) Hbf                                        | Naumburg (Saale) Hbf                                        |
| Abzweig geradeaus und nach rechts | | nach Artern                                                 | nach Artern                                                 |
| Brücke über Wasserlauf | 51,900 | Saale (128 m)                                               | Saale (128 m)                                               |
| Bahnhof | 52,640 | Bad Kösen                                                   | Bad Kösen                                                   |
| Brücke über Wasserlauf | 55,200 | Saale (111 m)                                               | Saale (111 m)                                               |
| Brücke über Wasserlauf | 55,700 | Saale (81 m)                                                | Saale (81 m)                                                |
| Blockstelle | 55,886 | Abzw Saaleck                                                | Abzw Saaleck                                                |
| Brücke über Wasserlauf | 56,400 | Saale                                                       | Saale                                                       |
| Blockstelle | 56,932 | Abzw Großheringen Gho                                       | Abzw Großheringen Gho                                       |
| Abzweig geradeaus und nach links | | nach Saalfeld (Saale)                                       | nach Saalfeld (Saale)                                       |
| | |                                                             |                                                             |
| Grenze auf Brücke über Wasserlauf | 57,900 | Saale; Landesgrenze Sachsen-Anhalt / Thüringen              | Saale; Landesgrenze Sachsen-Anhalt / Thüringen              |
| | |                                                             |                                                             |
| Abzweig geradeaus und von links | | Verbindungskurve von Abzw Großheringen Ghs                  | Verbindungskurve von Abzw Großheringen Ghs                  |
| Bahnhof | 58,488 | Großheringen                                                | Großheringen                                                |
| Abzweig geradeaus und nach rechts | | nach Straußfurt                                             | nach Straußfurt                                             |
| Brücke über Wasserlauf | 59,900 | Ilm                                                         | Ilm                                                         |
| Haltepunkt / Haltestelle | 60,661 | Bad Sulza                                                   | Bad Sulza                                                   |
| Brücke über Wasserlauf | 61,000 | Ilm                                                         | Ilm                                                         |
| Brücke über Wasserlauf | 61,400 | Ilm                                                         | Ilm                                                         |
| Haltepunkt / Haltestelle | 66,118 | Niedertrebra                                                | Niedertrebra                                                |
| Bahnhof | 71,678 | Apolda                                                      | Apolda                                                      |
| Brücke | 72,400 | Viadukt Apolda (103 m)                                      | Viadukt Apolda (103 m)                                      |
| Brücke über Wasserlauf | 76,000 | Ilm (90 m)                                                  | Ilm (90 m)                                                  |
| Haltepunkt / Haltestelle | 79,077 | Oßmannstedt                                                 | Oßmannstedt                                                 |
| Abzweig geradeaus und von links | | von Gera Hbf                                                | von Gera Hbf                                                |
| Abzweig geradeaus und ehemals von rechts | | von Buchenwald                                              | von Buchenwald                                              |
| Bahnhof | 87,049 | Weimar                                                      | Weimar                                                      |
| Abzweig geradeaus und nach links | | nach Kranichfeld                                            | nach Kranichfeld                                            |
| Haltepunkt / Haltestelle | 94,750 | Hopfgarten (Kr Weimar)                                      | Hopfgarten (Kr Weimar)                                      |
| Bahnhof | 100,874 | Vieselbach                                                  | Vieselbach                                                  |
| Abzweig geradeaus und von rechts | | Schnellfahrstrecke von Leipzig                              | Schnellfahrstrecke von Leipzig                              |
| Blockstelle | 104,219 | Erfurt-Linderbach                                           | Erfurt-Linderbach                                           |
| Blockstelle | 105,828 | Erfurt Güterbahnhof Ost                                     | Erfurt Güterbahnhof Ost                                     |
| Abzweig geradeaus und nach rechts | | Verbindungskurve nach Erfurt Leipziger Straße               | Verbindungskurve nach Erfurt Leipziger Straße               |
| | ~106,000 | Tunnel Schmidtstädter Tor (um 1874 abgetragen)              | Tunnel Schmidtstädter Tor (um 1874 abgetragen)              |
| Abzweig geradeaus und von rechts | | von Wolkramshausen, von Sangerhausen                        | von Wolkramshausen, von Sangerhausen                        |
| Bahnhof | 108,352 | Erfurt Hbf                                                  | Erfurt Hbf                                                  |
| | |                                                             |                                                             |
| | ~109,000 | Tunnel Gothaer Brückenkopf (nach 1891 abgetragen)           | Tunnel Gothaer Brückenkopf (nach 1891 abgetragen)           |
| | |                                                             |                                                             |
| Brücke über Wasserlauf | | Gera                                                        | Gera                                                        |
| Brücke über Wasserlauf | | Gera                                                        | Gera                                                        |
| Abzweig geradeaus und nach rechts | | nach Eltersdorf (Schnellfahrstrecke)                        | nach Eltersdorf (Schnellfahrstrecke)                        |
| Brücke über Wasserlauf | | Gera                                                        | Gera                                                        |
| Bahnhof | 114,174 | Erfurt-Bischleben                                           | Erfurt-Bischleben                                           |
| Kreuzung geradeaus unten | 117,700 | Leipzig Hbf–Eltersdorf (Schnellfahrstrecke)                 | Leipzig Hbf–Eltersdorf (Schnellfahrstrecke)                 |
| Strecke mit Straßenbrücke | 117,800 | Talbrücke Apfelstädt (Bundesautobahn 71)                    | Talbrücke Apfelstädt (Bundesautobahn 71)                    |
| Bahnhof | 120,956 | Neudietendorf                                               | Neudietendorf                                               |
| Abzweig geradeaus, nach links und ehemals von links | | nach Ritschenhausen                                         | nach Ritschenhausen                                         |
| Bahnhof | 125,521 | Wandersleben                                                | Wandersleben                                                |
| Bahnhof | 130,473 | Seebergen                                                   | Seebergen                                                   |
| Abzweig geradeaus, nach rechts und von rechts | | nach und von Leinefelde                                     | nach und von Leinefelde                                     |
| | |                                                             |                                                             |
| Brücke über Wasserlauf | | Gothaer Viadukt (122 m), Wilder Graben und Bundesstraße 247 | Gothaer Viadukt (122 m), Wilder Graben und Bundesstraße 247 |
| | |                                                             |                                                             |
| Bahnhof | 136,380 | Gotha                                                       | Gotha                                                       |
| Abzweig geradeaus und nach links | | nach Gräfenroda                                             | nach Gräfenroda                                             |
| Verschwenkung von links · Verschwenkung von rechts (Strecke außer Betrieb) | | (Neutrassierung 1994)                                       | (Neutrassierung 1994)                                       |
| Strecke · Dienststation / Betriebs- oder Güterbahnhof (Strecke außer Betrieb) | 141,380 | Leinakanal                                                  | Leinakanal                                                  |
| Brücke über Wasserlauf · Tunnel bzw. Unterführung unter Wasserlauf (Strecke außer Betrieb) | | Leinakanal                                                  | Leinakanal                                                  |
| Verschwenkung nach links · Verschwenkung nach rechts (Strecke außer Betrieb) | |                                                             |                                                             |
| Abzweig geradeaus und von links | | von Friedrichroda                                           | von Friedrichroda                                           |
| Bahnhof | 146,910 | Fröttstädt (Keilbahnhof)                                    | Fröttstädt (Keilbahnhof)                                    |
| Haltepunkt / Haltestelle | 150,932 | Mechterstädt                                                | Mechterstädt                                                |
| Dienststation / Betriebs- oder Güterbahnhof | 152,600 | Mechterstädt-Sättelstädt                                    | Mechterstädt-Sättelstädt                                    |
| Haltepunkt / Haltestelle | 153,839 | Sättelstädt                                                 | Sättelstädt                                                 |
| Brücke über Wasserlauf | 153,900 | Hörsel                                                      | Hörsel                                                      |
| Haltepunkt / Haltestelle | 157,439 | Schönau (Hörsel)                                            | Schönau (Hörsel)                                            |
| Bahnhof | 160,210 | Wutha (Keilbahnhof)                                         | Wutha (Keilbahnhof)                                         |
| Abzweig geradeaus und ehemals nach links | | nach Ruhla                                                  | nach Ruhla                                                  |
| Bahnhof | 165,273 | Eisenach Hbf                                                | Eisenach Hbf                                                |
| | |                                                             |                                                             |
| Abzweig geradeaus und nach links | | nach Lichtenfels                                            | nach Lichtenfels                                            |
| | |                                                             |                                                             |
| Haltepunkt / Haltestelle | 167,350 | Eisenach West                                               | Eisenach West                                               |
| Haltepunkt / Haltestelle | 168,887 | Eisenach Opelwerk                                           | Eisenach Opelwerk                                           |
| Dienststation / Betriebs- oder Güterbahnhof | 169,925 | Eisenach-Stedtfeld (Hörseltalbahn und Opel)                 | Eisenach-Stedtfeld (Hörseltalbahn und Opel)                 |
| Brücke über Wasserlauf | 172,500 | Hörsel                                                      | Hörsel                                                      |
| Haltepunkt / Haltestelle | 173,886 | Hörschel                                                    | Hörschel                                                    |
| Brücke über Wasserlauf | 174,145 | Werra (182 m)                                               | Werra (182 m)                                               |
| Abzweig geradeaus und ehemals von rechts | | von Treffurt                                                | von Treffurt                                                |
| Dienststation / Betriebs- oder Güterbahnhof | 175,620 | Wartha (Werra)                                              | Wartha (Werra)                                              |
| Grenze | 176,700 | Landesgrenze Thüringen / Hessen                             | Landesgrenze Thüringen / Hessen                             |
| Haltepunkt / Haltestelle | 178,360 | Herleshausen                                                | Herleshausen                                                |
| ehemaliger Haltepunkt / Haltestelle | 182,700 | Wommen                                                      | Wommen                                                      |
| Grenze | 183,820 | Landesgrenze Hessen / Thüringen                             | Landesgrenze Hessen / Thüringen                             |
| Abzweig geradeaus und ehemals von links | | von Förtha (Kr Eisenach)                                    | von Förtha (Kr Eisenach)                                    |
| Bahnhof | 189,323 | Gerstungen                                                  | Gerstungen                                                  |
| Brücke über Wasserlauf | | Weihe                                                       | Weihe                                                       |
| Abzweig geradeaus und nach links | | nach Vacha                                                  | nach Vacha                                                  |
| Grenze | 191,340 | Landesgrenze Thüringen / Hessen                             | Landesgrenze Thüringen / Hessen                             |
| Haltepunkt / Haltestelle | 192,537 | Wildeck-Obersuhl                                            | Wildeck-Obersuhl                                            |
| Haltepunkt / Haltestelle | 195,115 | Wildeck-Bosserode                                           | Wildeck-Bosserode                                           |
| Brücke über Wasserlauf | | Suhl                                                        | Suhl                                                        |
| Grenze | 196,240 | Landesgrenze Hessen / Thüringen                             | Landesgrenze Hessen / Thüringen                             |
| Grenze | 197,960 | Landesgrenze Thüringen / Hessen                             | Landesgrenze Thüringen / Hessen                             |
| Bahnhof | 198,800 | Wildeck-Hönebach                                            | Wildeck-Hönebach                                            |
| | |                                                             |                                                             |
| Tunnel · Tunnel | 199,390 | Hönebacher Tunnel (983 m)                                   | Hönebacher Tunnel (983 m)                                   |
| | | nach Langenschwarz (geplant)                                |                                                             |
| Haltepunkt / Haltestelle | 205,214 | Ronshausen                                                  | Ronshausen                                                  |
| Blockstelle | 206,337 | Abzw Faßdorf                                                | Abzw Faßdorf                                                |
| Abzweig geradeaus und nach links | | nach Bebra-Blankenheim                                      | nach Bebra-Blankenheim                                      |
| Abzweig geradeaus und ehemals nach links | 209,000 | Abzw Weiterode                                              | Abzw Weiterode                                              |
| Strecke | | (nach Bebra Rangierbahnhof)                                 | (nach Bebra Rangierbahnhof)                                 |
| Abzweig geradeaus und von links | | von Fulda                                                   | von Fulda                                                   |
| Bahnhof | 210,359 | Bebra                                                       | Bebra                                                       |
| Strecke | | nach Göttingen und nach Baunatal-Guntershausen              | nach Göttingen und nach Baunatal-Guntershausen              |

Die Bahnstrecke Halle–Bebra (auch Thüringer Bahn oder Thüringer Stammbahn genannt) ist eine zweigleisige, elektrifizierte Hauptbahn in Sachsen-Anhalt, Thüringen und Hessen. Sie verläuft von Halle (Saale) über Naumburg, Weimar, Erfurt, Eisenach und Gerstungen nach Bebra. Die Strecke ist Teil der Hauptverbindung zwischen Berlin, Leipzig, Fulda und Frankfurt am Main.
Die Teilstrecke bis Gerstungen wurde von der Thüringischen Eisenbahn-Gesellschaft, die von Gerstungen bis Bebra von der hessischen Friedrich-Wilhelms-Nordbahn-Gesellschaft erstellt. Beide Teilstrecken wurden gleichzeitig fertig und 1849 in Betrieb genommen.

## Geschichte

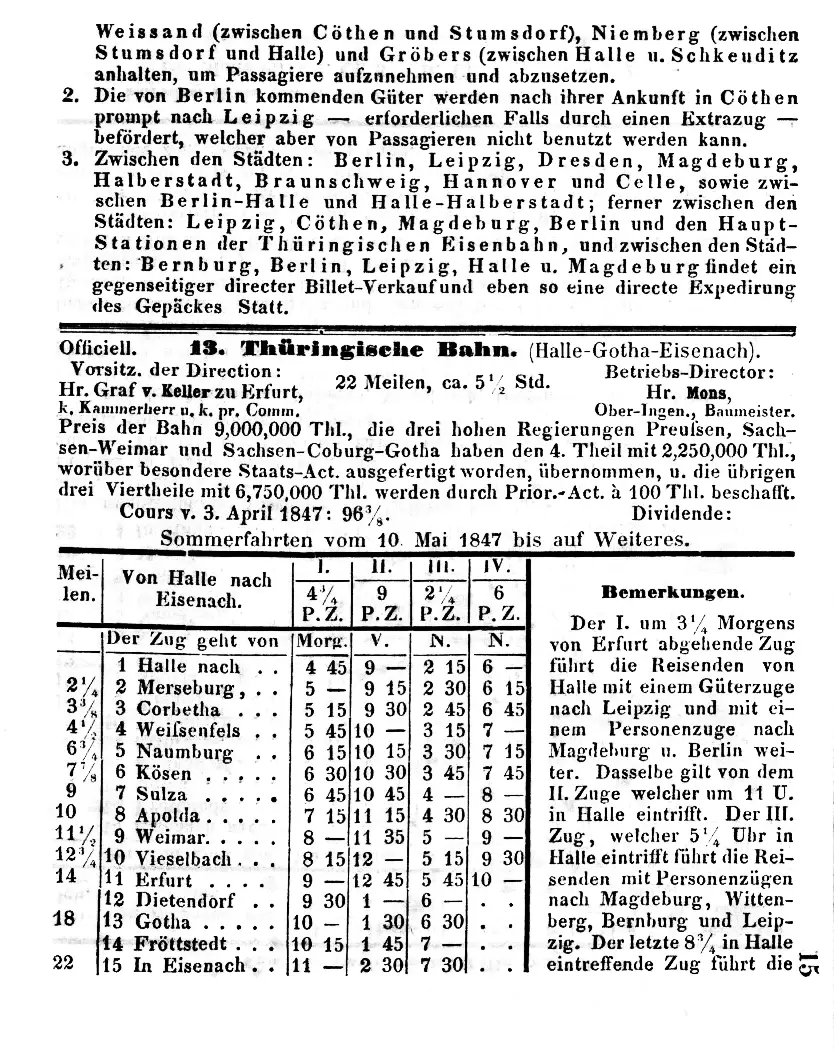
Fahrplan 1847

Die Thüringer Bahn ist Teil der südlichen Ost-West-Strecke von Halle nach Kassel. Sie folgt der alten Handelsstraße Via Regia zwischen Leipzig und Frankfurt. Ihr Bau wurde nach Abschluss eines Staatsvertrages am 20. Dezember 1841 zwischen dem Königreich Preußen, dem Großherzogtum Sachsen-Weimar-Eisenach und dem Herzogtum Sachsen-Coburg und Gotha begonnen. Der erste Streckenabschnitt von Halle nach Weißenfels wurde von der Thüringischen Eisenbahn-Gesellschaft am 20. Juni 1846 eröffnet. Ein halbes Jahr später, am 19. oder 20. Dezember, war Weimar erreicht und am 1. April 1847 die Strecke bis Erfurt in Betrieb. Der Abschnitt Erfurt–Eisenach wurde am 24. Juni 1847 eröffnet, der Rest am 25. September 1849.
Am 21. Dezember 1959 wurde auf der Strecke Halle–Weißenfels der elektrische Betrieb aufgenommen. Mit etwas Abstand folgten am 27. Mai 1967 Weißenfels–Bad Sulza, am 15. Juli 1967 Bad Sulza–Apolda und am 22. September 1967 Apolda–Neudietendorf. Schnellfahrende Reisezüge wurden ab diesem Zeitpunkt während des Verkehrshaltes im Bahnhof Erfurt Hbf umgespannt, Neudietendorf wurde vor allem für den Lokwechsel von Güter- und Transitzügen genutzt.

### Modernisierung seit 1990
Im Laufe der Wiedervereinigung kamen Eisenbahner und Führungskräfte beider Staatsbahnen im Februar 1990 in Eisenach zusammen, um den Lückenschluss zwischen Bebra und Eisenach in die Wege zu leiten. Im Mai 1991 befuhr der erste Zug den wiederaufgebauten Abschnitt. Zum Fahrplanwechsel 1991 wurde der Streckenabschnitt Eisenach – Gerstungen wieder eröffnet, die zweigleisige Inbetriebnahme folgte am 26. September 1992. Gleichzeitig ging die Bahnstrecke Förtha–Gerstungen als Umfahrung des BRD-Gebietes außer Betrieb und wurde 1993 abgebaut.
Die elektrotechnischen Dienste der Reichsbahn und der Bundesbahn nahmen im Februar 1990 Gespräche über die Elektrifizierung des 88 km langen Abschnitts zwischen Bebra und Neudietendorf auf. Ein entsprechendes Ausbauprogramm sah die Anhebung der Streckengeschwindigkeit auf 160k m/h (perspektivisch 200 km/h), die Beseitigung schienengleicher Überwege sowie den Wiederaufbau der Berliner Kurve vor. Bis Anfang 1993 lag für den Teilabschnitt Neudietendorf–Eisenach eine Rahmenentwurfsplanung vor, die Planung für die freie Strecke zwischen Eisenach und Gerstungen war abgeschlossen und die Vorentwurfsplanung für den Bahnhof Gerstungen war bestätigt. Für das Raumordnungsverfahren der 110-kV-Leitung im Land Thüringen lag die landesplanerische Stellungnahme vor, die Feintrassierung war im Frühjahr 1993 im Gange.

Verkehrsprojekte Deutsche Einheit (Übersichtskarte)

Die weitere Modernisierung des Abschnittes Erfurt–Bebra erfolgte als Verkehrsprojekt Deutsche Einheit Nr. 7. Die geschätzten Kosten für den Teil zwischen Neudietendorf und der Landesgrenze lagen bei 1,6 Milliarden DM. Die Elektrifizierung des Abschnitts wurde 1993 begonnen, die Inbetriebnahme erfolgte mit dem Fahrplanwechsel im Sommer 1995. Seit Mai 1995 ist die Strecke damit durchgängig elektrifiziert und die Höchstgeschwindigkeit beträgt in wesentlichen Teilen 160 km/h, Ausnahmen sind beispielsweise die Bahnhöfe Erfurt und Bebra sowie der Hönebachtunnel (983 Meter lang, dort vorübergehend 90 km/h, nach der Sanierung 2020 wieder 120 km/h). Elektronische Stellwerke (ESTW) wurden in Eisenach und Neudietendorf errichtet, später kam ein weiteres für den Hauptbahnhof Erfurt hinzu. Das ESTW in Neudietendorf ist für den Abschnitt von Erfurt-Bischleben bis vor Wandersleben, das Eisenacher ESTW für den Abschnitt Wandersleben–Gerstungen zuständig. Der Abschnitt ab Gerstungen wird vom Spurplanstellwerk in Bebra ferngesteuert. In Ausnahmefällen wird das unbesetzte Stellwerk in Hönebach mit Personal besetzt. In Eisenach wird der Güterbahnhof ebenfalls von einem Spurplanstellwerk gesteuert.
Das Projekt wurde von der Deutschen Bahn AG realisiert. Im Rahmen des Verkehrsprojektes Deutsche Einheit Nr. 7 wurden insgesamt 913 Millionen Euro investiert, die Reisezeit zwischen Bebra und Erfurt im Fernverkehr ging von 135 Minuten (im Jahr 1990) auf 59 Minuten zurück.
Parallel zum östlichen Streckenabschnitt zwischen Halle und Erfurt verläuft seit 2015 die Schnellfahrstrecke Erfurt–Leipzig/Halle. Diese Strecke verläuft nördlich der Thüringer Bahn durch dünnbesiedeltes Gebiet, übernimmt einen Großteil des Fernverkehrs von der Thüringer Bahn, entlastet dadurch die viel befahrene Altstrecke und verkürzt außerdem die Reisezeiten.
Ab Oktober 2005 lief die erste Baustufe der Umgestaltung der Südeinfahrt von Halle zur Einführung der Neubaustrecke in die Stadt. Dabei wurden am Bahnhof Halle-Ammendorf neue Außenbahnsteige südlich des bisherigen Standortes errichtet. Ein neues elektronisches Stellwerk übernahm die Funktionen von vier bisherigen Stellwerken, insgesamt wurden 6300 Meter Lärmschutzwände errichtet. Die Fahrgeschwindigkeit wurde in diesem Abschnitt von 120 auf 160 km/h angehoben. Insgesamt wurden 92,5 Millionen Euro in die Maßnahme investiert, 64,4 Millionen Euro davon aus dem Europäischen Fonds für regionale Entwicklung. Der Ausbau des 5,6 Kilometer langen Abschnitts wurde Ende Mai 2008 abgeschlossen. In einer zweiten Baustufe wurde von 2010 bis 2011 die Einfädelung der Neubaustrecke einschließlich eines Kreuzungsbauwerkes errichtet.
In den Jahren 2010 bis 2012 fanden umfangreiche Bauarbeiten zwischen Erfurt und Weimar statt. Der Bahndamm zwischen Erfurt und dem Abzweig der Neubaustrecke nach Leipzig/Halle wurde erneuert, die Bahnhöfe in Weimar und Vieselbach saniert und die über 40 Jahre alten Fahrleitungsanlagen aus dem Jahr 1967 erneuert. Auch hier wurde die Einbindung der Neubaustrecke vorbereitet.
Seit März 2011 wurde der Eisenbahnknoten Merseburg umfassend modernisiert. Gleis- und Oberleitungsanlagen sowie ein elektronisches Stellwerk wurden neu errichtet. Am Bahnhof wurden die Bahnsteige sowie der Personentunnel grundhaft erneuert. Die weitgehende Fertigstellung erfolgte 2013. Der Bahnhof Schkopau wurde 2017 modernisiert.
Nach dem Planungsstand von 1997 sollten auch einige Abschnitte der Altstrecke zwischen Erfurt und Leipzig bzw. Halle für bis zu 200 km/h ertüchtigt werden. Ein Ausbau des Streckenabschnitts zwischen Neudietendorf und Eisenach für eine Höchstgeschwindigkeit von 200 km/h wurde als Option vorgesehen.

### Ausblick
In Zusammenhang mit dem Verkehrsprojekt Deutsche Einheit Nr. 8 wurde der Streckenabschnitt Erfurt–Eisenach auf einer Länge von etwa 54 km für 200 km/h ausgebaut. Zwischen Erfurt und Wandersleben beträgt die Höchstgeschwindigkeit zwischen 140 und 160 km/h, im weiteren Verlauf bis Eisenach 200 km/h. Davon ausgenommen ist die Ortsdurchfahrt Gotha, welche für 180 km/h ausgebaut wurde. Der Oberbau wurde auf 28 km Länge erneuert und 30 Weichen ausgewechselt. Mehrere erhielten bewegliche Herzstückspitzen. Zudem soll auf einer Länge von vier Kilometern, entlang des Leinakanals, die Planumschicht verbessert und zwei Brücken in Fröttstädt und Seebergen umgebaut werden. Zwischen Wandersleben und Eisenach wurde im Juli 2017 der Bettungsquerschnitt auf das Regelmaß gebracht. Als linienförmig wirkendes Zugbeeinflussungssystem wird ETCS Level 2 eingebaut. Durch die Maßnahmen soll die Fahrzeit um bis zu drei Minuten verkürzt und zwischen Dresden und Frankfurt am Main eine Fahrzeit von vier Stunden und 15 Minuten erreicht werden. Nach früheren Angaben sollte der Ausbau im Jahr 2017 beendet sein. Die Fahrzeit zwischen Erfurt und Frankfurt Flughafen sollte weniger als zwei Stunden betragen. Die Inbetriebnahme konnte aufgrund der Erkrankung eines Abnahmeprüfers zunächst nicht erfolgen. Für ETCS entstand in Eisenach ein RBC. Seit 8. August 2018 steht ETCS für den Regelverkehr zur Verfügung.
Der Freistaat Thüringen hat den Ausbau der Strecke Erfurt bzw. Neudietendorf–Eisenach für 200 km/h für den Bundesverkehrswegeplan 2030 angemeldet, um die Anschlüsse aus und in Richtung Frankfurt am neuen ICE-Knoten Erfurt zu optimieren. Als Ersatz für den Bahnübergang Schönau wurde bis 1. Dezember 2017 eine Brücke errichtet. Das Land meldete auch den Ausbau der Strecke von Erfurt in Richtung Leipzig/Halle an, auf dem die Höchstgeschwindigkeit auch für alle konventionellen Züge auf 160 km/h angehoben werden soll, was bisher nur für Neigetechnikzüge der Fall ist.
Die Strecke wird als Teil der Achse Fulda–Erfurt bis Ende 2017[veraltet] für die Nutzung der Wirbelstrombremse der ICE 3 ertüchtigt. Zwischen Eisenach und Gerstungen sollte ein 19 Kilometer langer Streckenabschnitt bis 2017 weitgehend für 160 km/h ausgebaut werden. Damit soll der Taktknoten Erfurt erreicht werden. Für den Ausbau des sieben Kilometer langen Abschnitts zwischen Stedtfeld und Herleshausen werden etwa 8 Millionen Euro verausgabt.
Seit 2014 läuft die Planung für den Ersatz bzw. die Ertüchtigung des östlich daran anschließenden Hönebachtunnels, ebenfalls für 160 km/h. Nach Abschluss der Maßnahmen wäre der Streckenabschnitt zwischen der Berliner Kurve und Erfurt damit weitgehend mit wenigstens 160 km/h befahrbar.
In den Ausbau für 200 km/h werden rund 94 Millionen Euro investiert. Mit Bundes- und Landesmitteln ist in den nächsten Jahren eine Modernisierung inkl. barrierefreiem Ausbau der Station Bad Kösen geplant.

## Bedienung
Die Thüringer Stammbahn wird sowohl von Personenfern- als auch Personennahverkehr bedient. Sie ist neben der Bahnstrecke Weimar–Gera die verspätungsanfälligste Bahnstrecke in Thüringen, was mit dem hohen Verkehrsaufkommen auf dieser Relation mit Mischbetrieb aus schnellem und regionalem Personenverkehr mit langen Laufwegen sowie Güterverkehr zusammenhängt.

### Personennahverkehr
Der Schienenpersonennahverkehr befährt dabei die Teilstrecken der Bahnstrecke Bebra–Halle. Im hessischen Abschnitt zwischen Bebra und Eisenach verkehrt seit Dezember 2006 die NVV-Linie R6 mit Flirt-Zügen der Cantus Bahn. Zuvor wurde dieser Abschnitt von der Deutschen Bahn bedient. Hierbei kamen sowohl Halberstädter Mitteleinstiegswagen als auch Doppelstockwagen zum Einsatz. In der Hauptverkehrszeit fuhren die Züge teilweise von Erfurt bis Bebra oder von Eisenach bis Bad Hersfeld durch. Zwischen Eisenach und Halle (Saale) verkehrt die Linie RB20 der NVS Thüringen. Bis Dezember 2015 wurde diese Linie von Zügen der DB Regio bedient, welche ebenfalls Halberstädter Mitteleinstiegswagen oder Doppelstockwagen nutzten. In der Hauptverkehrszeit gab es bis zum Jahre 2014 eine Linie 22A Eisenach–Gotha–Erfurt/Erfurt–Weimar–Apolda mit Triebwagen der Baureihe 612 oder Siemens Desiro Classic der Baureihe 642. Seit Dezember 2014 sind diese Verstärkerzüge in die Linie RB20 integriert. Sie werden zwischen Erfurt und Apolda teilweise auch mit Triebwagen der Erfurter Bahn bedient. Im Rahmen des Elektronetzes Saale-Thüringen-Südharz wurden 2012 auch die Leistungen der Thüringer Bahn ausgeschrieben. Als Gewinner ging die Abellio Rail Mitteldeutschland hervor, die den Regionalverkehr im Dezember 2015 für 15 Jahre übernommen hat. Zum Einsatz kommen drei- und fünfteilige Talent-2-Triebzüge.
Auf dem östlichen Abschnitt werden seitdem, zusätzlich zur bestehenden Regionalbahnlinie RB20, vier neue, jeweils zweistündlich verkehrende Regionalexpress- bzw. Stadtexpresslinien Erfurt–Halle, Erfurt–Großkorbetha–(Leipzig), (Saalfeld–Jena)–Bad Kösen–Halle und (Saalfeld–Jena)–Bad Kösen–Großkorbetha–(Leipzig) angeboten, um den Entfall von Fernverkehrszügen durch die Inbetriebnahme der Schnellfahrstrecke Erfurt–Leipzig/Halle zu kompensieren. Durch den Umbau des Bahnknotens Halle (Saale) Hauptbahnhof werden die Expressleistungen im Abschnitt Naumburg–Halle vorerst durch den RE30 von DB Regio bedient, der über Halle hinaus nach Köthen und Magdeburg verkehrt.
Zwischen Gotha und Weimar befährt die Express-Linie RE1 die Thüringer Stammbahn. Diese Züge, gebildet mit Neigetechniktriebzügen der Baureihe 612, verkehren von Göttingen bis Glauchau. Vor 2014 fuhren Züge der RE1 teilweise auch weiter bis Chemnitz und Zwickau. Zwischen Neudietendorf und Weimar kommt die kombinierte Express-Linie RE3/RE7 hinzu, deren Züge von Würzburg über Schweinfurt, Suhl bis Erfurt fahren und von dort, nach 20 Minuten Aufenthalt mit Nummernwechsel, weiter über Weimar und Gera nach Altenburg bzw. Elsterberg. Auch diese Linie wird mit Neigetechniktriebzügen der Baureihe 612 bedient. Zwischen Wandersleben und Neudietendorf sowie Erfurt und Weimar sind diese Züge die einzigen, die die Streckenhöchstgeschwindigkeit von 160 km/h erreichen. Alle nicht-Neigetechnik-Züge dürfen diese Streckenabschnitte mit höchstens 140 respektive 120 km/h befahren.
Weitere Linien des Regionalverkehrs nutzen die kurzen Streckenabschnitte Naumburg–Saaleck und Erfurt–Neudietendorf.

### Personenfernverkehr
Im Schienenpersonenfernverkehr stellt die Thüringer Stammbahn einen wichtigen Teil der Korridore Frankfurt (Main)–Berlin beziehungsweise Frankfurt (M)–Dresden dar. Schon während der deutschen Teilung bis 1990 verkehrten hier Transitzüge zwischen Frankfurt und Berlin sowie Schnellzüge zwischen Dresden, Leipzig, Cottbus sowie Chemnitz und Frankfurt (Main). Seit der Wende wird die Stammbahn von Intercity befahren. Die ehemalige Linie 9 verkehrte im Zweistundentakt von Saarbrücken über Frankfurt weiter nach Erfurt, Leipzig und Dresden. Innerhalb dieser Linie existierte zeitweise auch das Eurocity-Zugpaar „Goethe“, welches von Paris über die Thüringer Stammbahn bis nach Prag fuhr. Diese Züge hielten auf der Stammbahn nur im Bahnhof Eisenach sowie in Erfurt und Weimar.
Im Jahr 1993 kamen zu den IC noch zwei Interregio-Linien hinzu. Die Linie 36 verkehrte von Frankfurt über Erfurt und Halle nach Berlin und teilweise weiter an die Ostseeküste. Die Linie 20 verlief von Aachen über Paderborn, Kassel und Erfurt nach Gera und Chemnitz. Diese Züge wurden in Weimar auf Diesellokomotiven umgespannt, da die in Weimar anschließende Holzlandbahn nicht elektrifiziert ist. Beide Interregiolinien bedienten zusätzlich zu den Intercity-Halten auch Bebra, Gotha, Naumburg und Weißenfels.
Mit dem Ausbau der Stammbahn für die Nutzung von Neigetechnik wurde die IC-Linie 9 im Sommer 2000 auf ICE T der neuen ICE-Linie 50 (Wiesbaden/Saarbrücken–Frankfurt–Erfurt–Leipzig–Dresden) umgestellt. Die Reisezeiten verkürzten sich dabei um etwa 20 Minuten und erstmals wurden große Teile der Stammbahn mit einer Höchstgeschwindigkeit von 160 km/h befahren. Im Jahr 2002 wurde der Interregio-Verkehr auf der Bahnstrecke Bebra–Halle eingestellt. Die IR-Linie 36 wurde zur IC-Linie 15, die IR-Linie 20 ging in der neuen IC-Linie 51 auf, wobei die Züge nun in Weimar endeten und begannen. Im Jahr 2004 wurde die IC-Linie 15 auf ICE-T umgestellt und in die Linie 50 integriert, die nun stündlich zwischen Frankfurt (Main) und Dresden verkehrte. Die IC-Linie 51, welche zuvor in Weimar endete, wurde weiter nach Berlin und Stralsund verlängert.
Im Jahre 2008 musste aufgrund eines Problems mit den Achsen die Neigetechnik der ICE-T außer Betrieb genommen werden. Um die dadurch entstehenden Fahrzeitverlängerungen besser abfangen zu können, wurde der Fahrplan überarbeitet. Von 2010 bis 2015 verkehrte ein gemischter Takt aus Intercity und ICE auf der Thüringer Stammbahn, jeweils unter der Liniennummer 50. Die Laufwege und Zuggattungen der Taktzüge wurden während dieser Fahrplanperioden mehrmals geändert. Grundsätzlich sah der Fahrplan vor, dass eine zweistündliche Linie alle Zwischenhalte in Eisenach, Gotha, Erfurt, Weimar und Naumburg bediente, während die zweistündlich alternierend dazu fahrende Linie nur in Eisenach und Erfurt hielt und deren Züge somit in etwa die etwa 15 Minuten kürzeren Fahrzeiten aus der Neigetechnik-Ära beibehalten konnten.
Seit Dezember 2015 fahren die Fernzüge der Linien 15 Frankfurt–Berlin und 50 Frankfurt–Dresden wieder ausschließlich als ICE und nutzen ab Erfurt die neu eröffnete Schnellfahrstrecke Erfurt–Leipzig/Halle. Die Züge der Linie 15 halten dabei auf der Stammbahn nur in Erfurt Hauptbahnhof. Später (nach der Ausrüstung der ICE 1 mit ETCS) kam noch die ICE-Linie 11 Berlin–Frankfurt–München hinzu, diese Züge halten in Erfurt Hbf und Eisenach. Darüber hinaus sind noch drei IC-Zugpaare der ehemaligen IC-Linie 51 geblieben, welche von Kassel bzw. Köln kommend die Halte in Bebra, Eisenach, Gotha, Erfurt und Weimar bedienen. Seit Dezember 2018 verkehren diese 3 (am Wochenende 2) Zugpaare ab/bis Gera, wobei der Wechsel auf eine Diesellokomotive (Baureihe 245) wegen fehlender Gleiskapazitäten in Weimar bzw. Erfurt bereits in Gotha erfolgt.
Vom 12. Januar bis September 2016 wurde die ICE-Linie 28 Berlin–München aufgrund einer Streckensperrung über den Abschnitt Erfurt–Bebra (Berliner Kurve) umgeleitet. Des Weiteren verkehrte bis zur Einstellung im Dezember 2016 ein Nachtzugpaar zwischen Basel und Prag.

### Güterverkehr
Wichtige Güterbahnhöfe befinden sich in Halle, Großkorbetha, Vieselbach (Güterverkehrszentrum), Erfurt, Eisenach (Automobilindustrie, Holz), Gerstungen (Traktionswechsel der Kalizüge) und Bebra.

## Streckenbeschreibung

### Verlauf
Halle–Großkorbetha

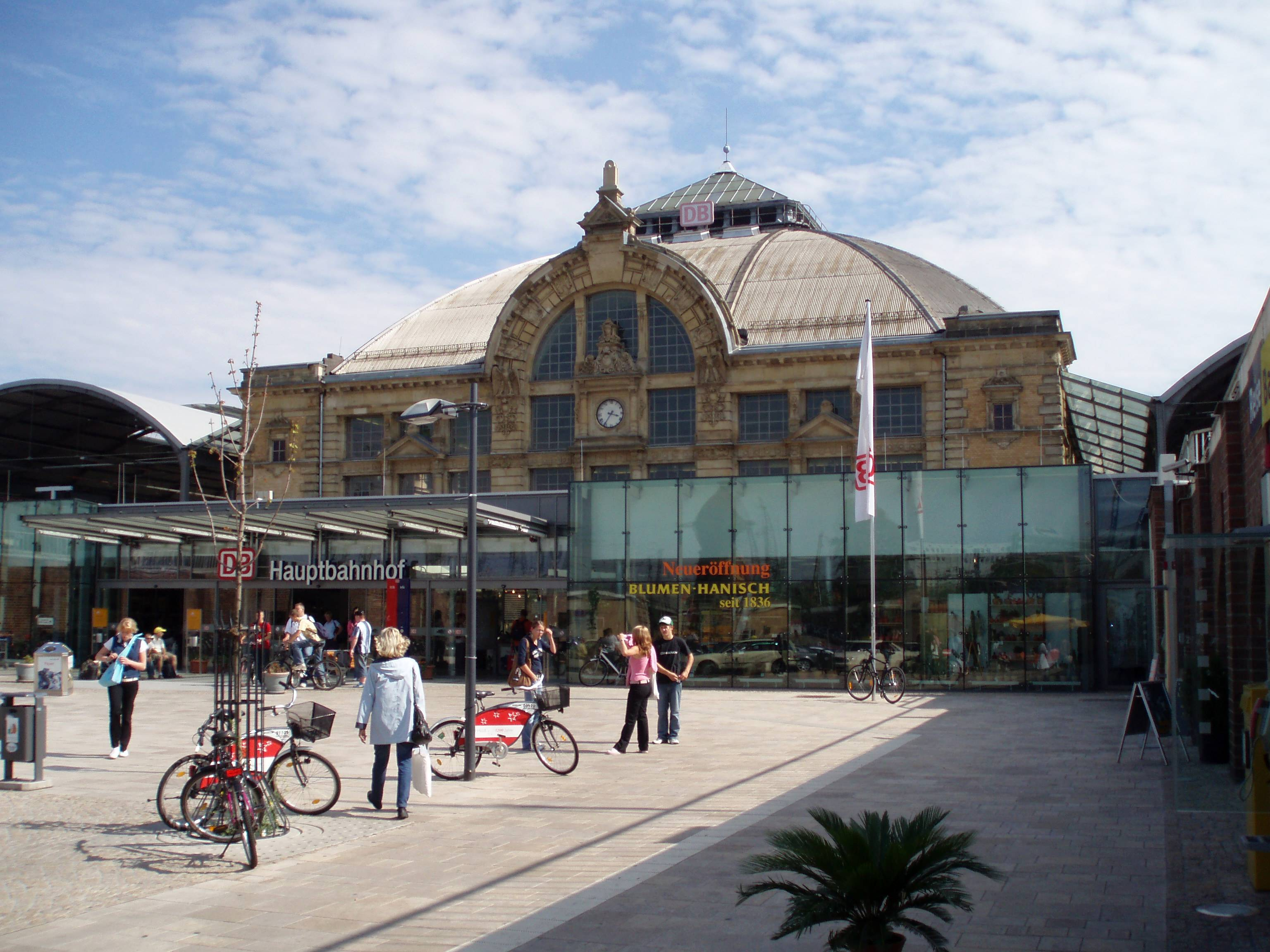
Hauptbahnhof Halle (Saale)

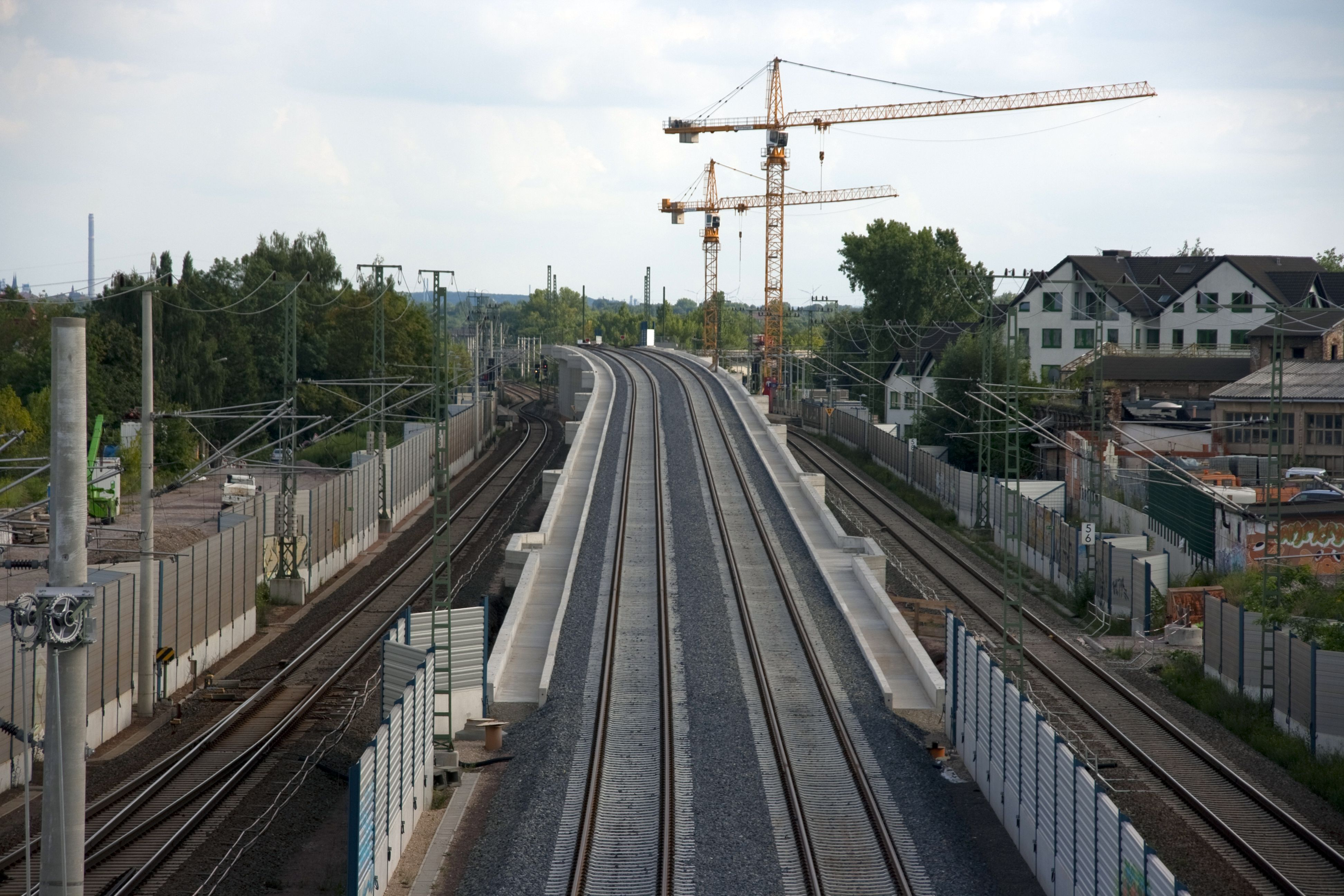
Abzweig zur Neubaustrecke vor Ammendorf (Bauzustand)

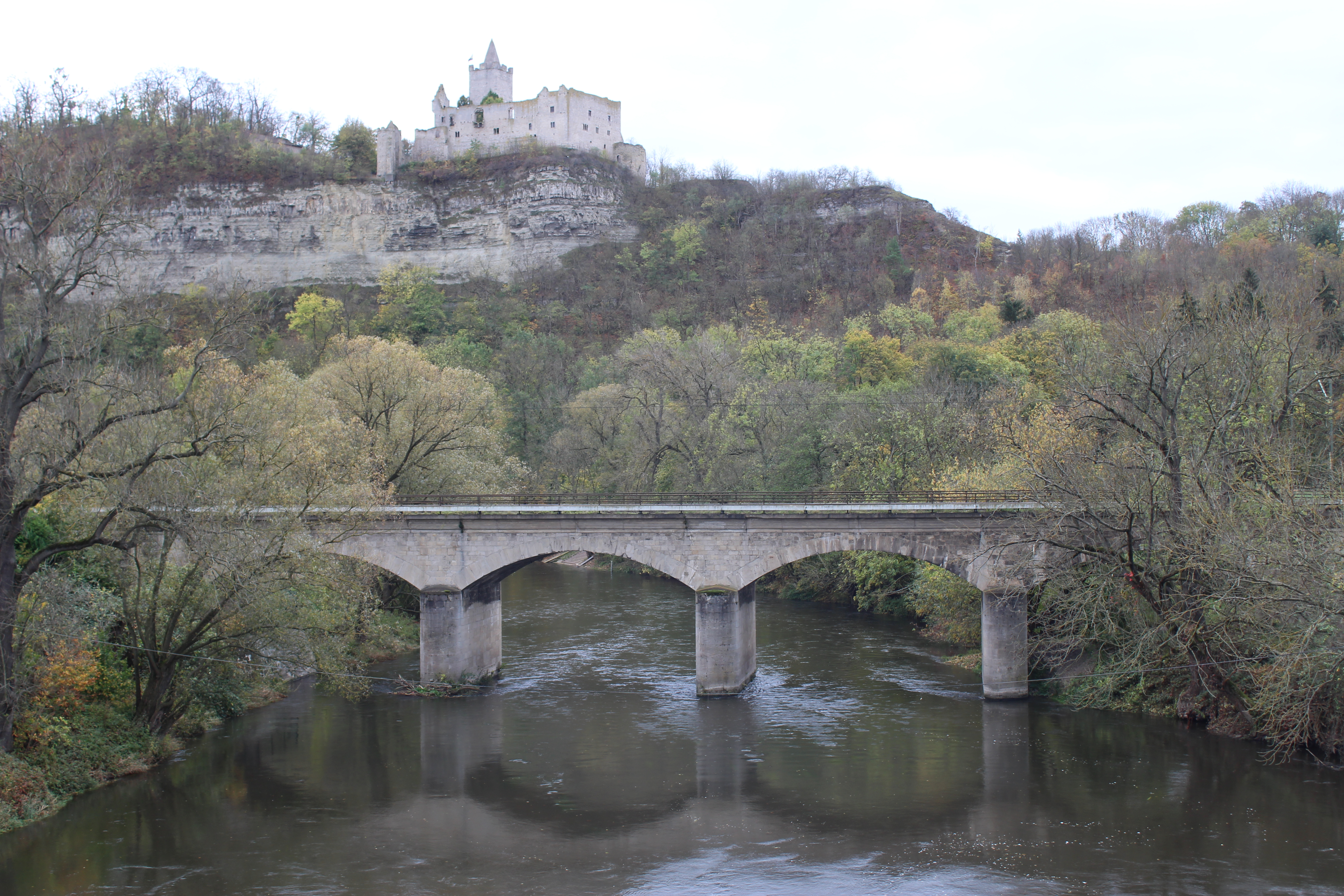
Saalebrücke Bad Kösen km 55,2 (2017)

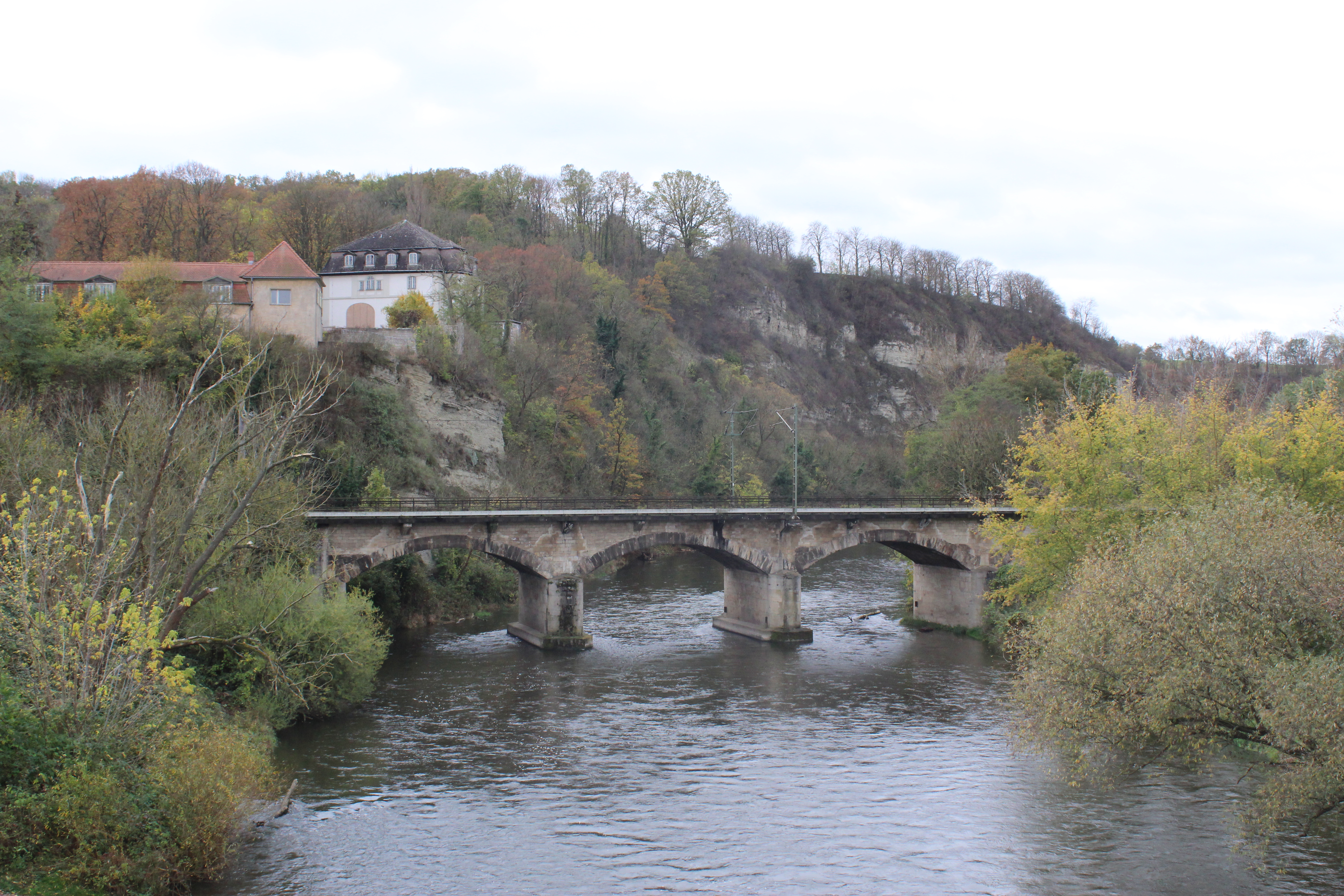
Saalebrücke Bad Kösen km 55,7 (2017)

Die Bahnstrecke Halle–Bebra (Thüringer Bahn) beginnt im Bahnhof Halle (Saale) Hauptbahnhof, den sie in südlicher Richtung verlässt. Sie ist die bedeutendste Bahnstrecke im südlichen Sachsen-Anhalt. Unmittelbar hinter dem Bahnhof zweigt Richtung Osten die Bahnstrecke nach Leipzig ab. Weiter südlich im Stadtgebiet von Halle verlässt die Bahnstrecke Halle–Hann. Münden die Trasse der Thüringer Bahn in westlicher Richtung. Kurz vor dem Haltepunkt Ammendorf zweigt eine 3,614 km lange Verbindungsstrecke ab, die von der Thüringer Bahn zur Schnellfahrstrecke Erfurt–Leipzig/Halle führt. In Halle-Ammendorf liegt der gleichnamige Bahnhof, hinter dem die Strecke die Weiße Elster überquert. Danach folgt die Querung der Saale und der Bahnhof Schkopau. Hier befinden sich die Buna-Werke, die über die Thüringer Bahn ans Eisenbahnnetz angeschlossen sind und zum Chemiedreieck gehören. Südlich von Schkopau wird mit Merseburg die erste Mittelstadt an der Strecke erreicht. Hier zweigen westlich die Bahnstrecke Merseburg–Querfurt durch das Geiseltal nach Querfurt und östlich die Bahnstrecke Merseburg–Leipzig, eine Nebenbahn nach Leipzig (stillgelegt), ab. Südlich von Merseburg folgen unmittelbar die Leuna-Werke, durch die die Bahnstrecke führt, bevor sie sich in Großkorbetha mit einer von Leipzig kommenden Hauptstrecke vereinigt. Auf dem Abschnitt bis Weißenfels wurde 1959 der 1946 durch Demontage beendete elektrische Zugbetrieb wieder aufgenommen. In der DDR hatte dieser Streckenteil vor allem für den Berufsverkehr von Halle-Neustadt zu den Chemiewerken Leuna und Buna große Bedeutung. Dazu fuhren von 1967 bis 1990 Personenzüge mit bis zu drei vierteiligen Doppelstockeinheiten DBv. Dies waren in Deutschland die Züge mit dem größten Sitzplatzangebot.
Großkorbetha–Abzweigstelle Saaleck

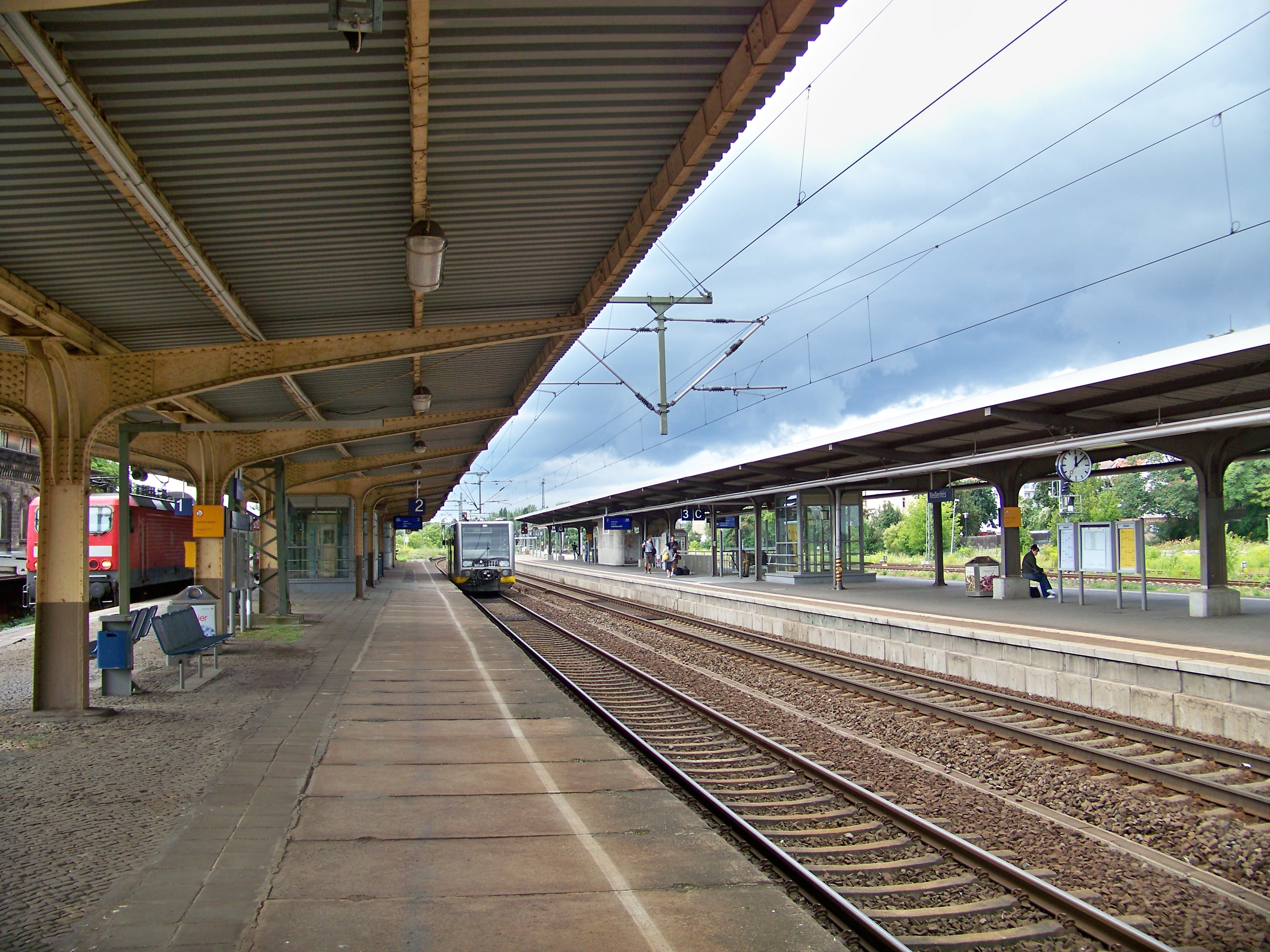
Bahnhof Weißenfels

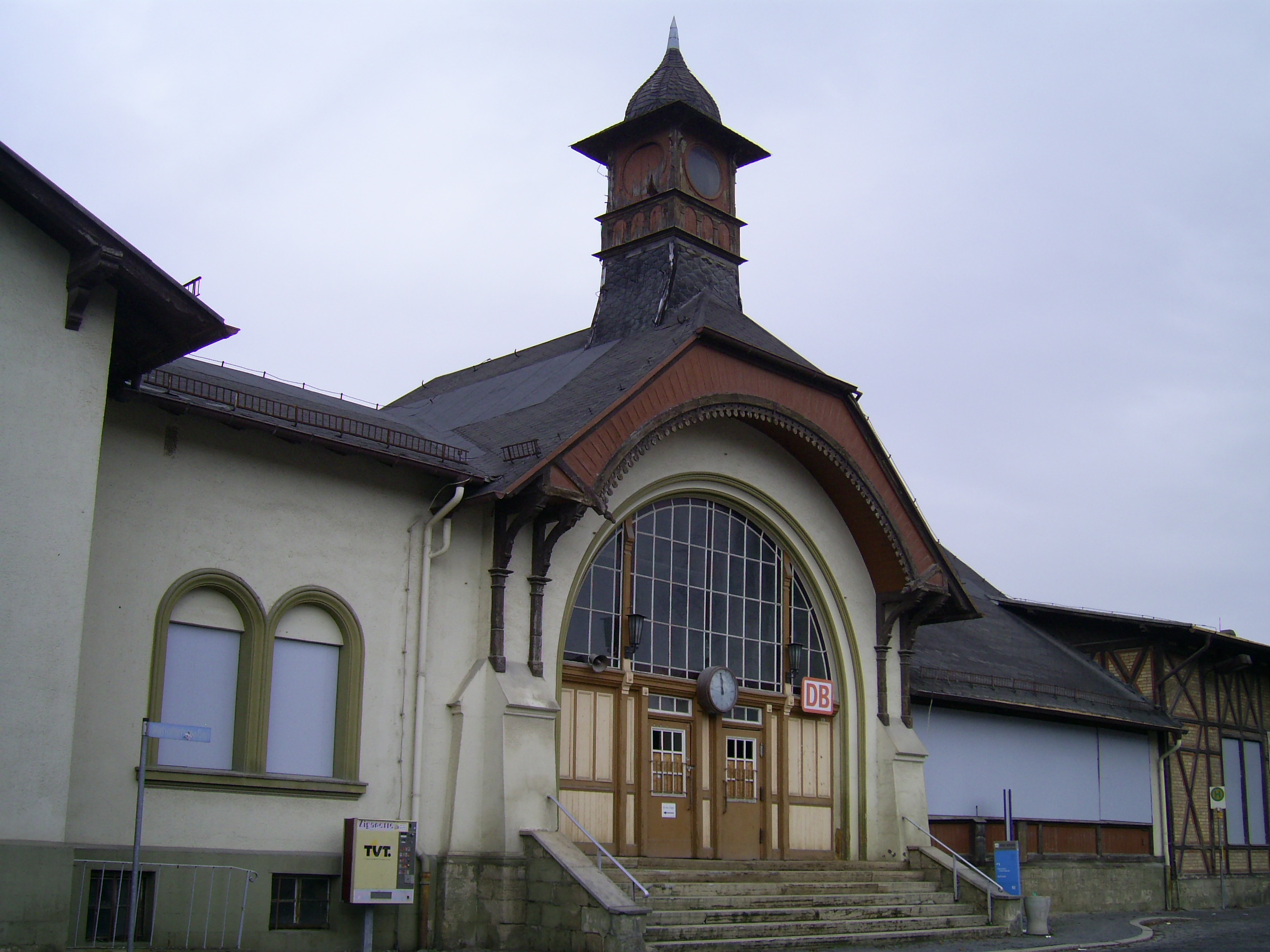
Bahnhof Bad Kösen 2007

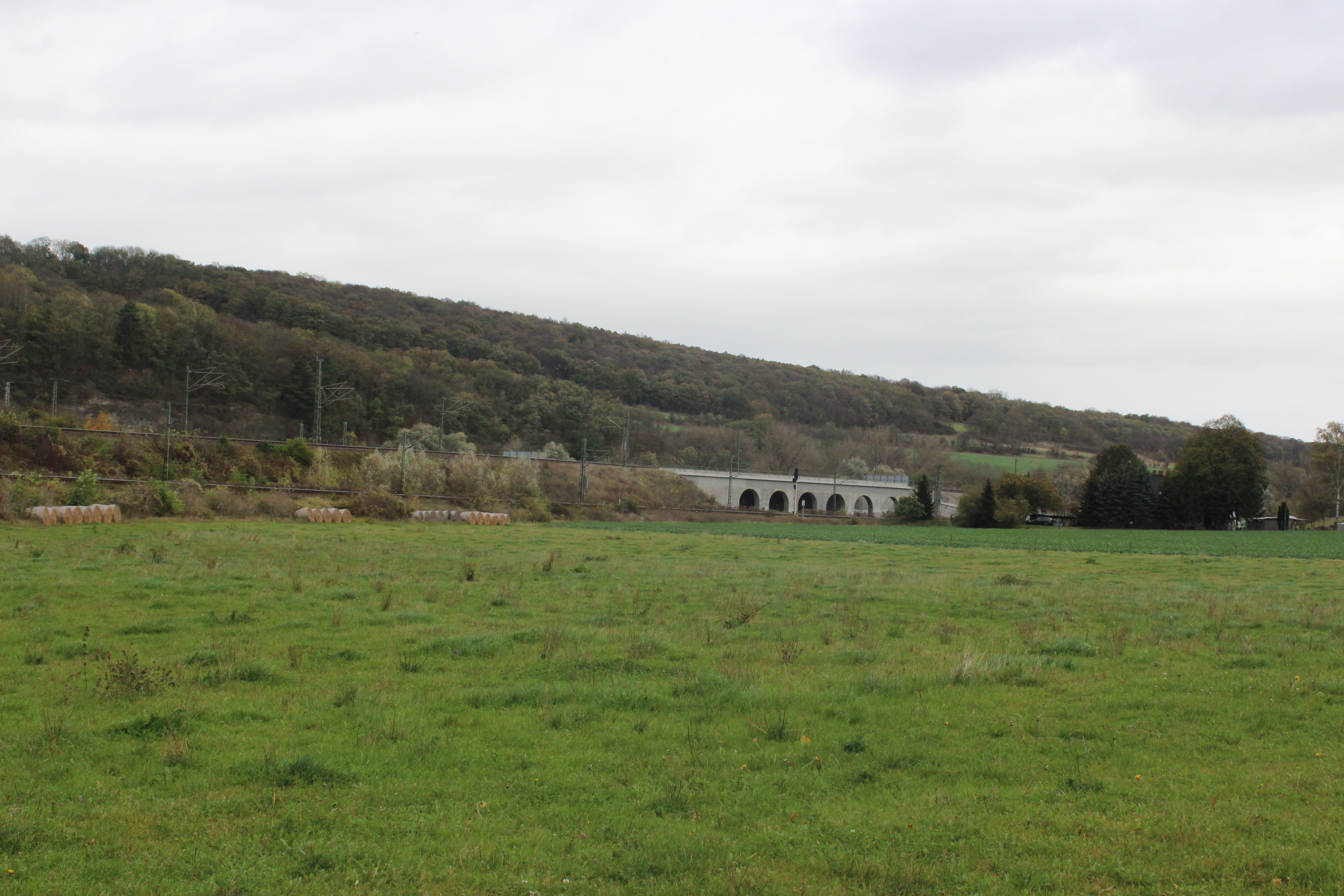
Abzw Saaleck (2017)

Der 32 Kilometer lange Abschnitt Großkorbetha–Abzweig Saaleck hat in Mitteldeutschland den stärksten Zugverkehr, da hier der Ost-West-Verkehr (Dresden–Frankfurt) mit dem Nord-Süd-Verkehr (Berlin–München) gebündelt ist. Schon im Jahr 1937 fuhren hier pro Tag dreißig Fernzüge, 1989 waren es sogar 37 Fernzüge und im Jahr 2004 35 Zugpaare. Hinter dem Bahnhof Großkorbetha nähert sich die Strecke der Saale, in deren Tal sie fortan bis Großheringen verläuft und sie achtmal quert. Als Nächstes wird die Stadt Weißenfels erreicht, wo eine Hauptstrecke über Zeitz nach Gera abzweigt. Bis zur Wende existierte in Weißenfels auch noch ein großer Güterbahnhof mit 252 Weichen, heute sind es noch zwölf Weichen und fünf Gleise. Die Bedeutung von Weißenfels als Eisenbahnknoten hat im Personenverkehr zugunsten von Naumburg und im Güterverkehr zugunsten von Großkorbetha abgenommen. Naumburg ist die nächste Stadt an der Strecke mit Fernverkehrshalten. Südwestlich von Naumburg führt die Strecke durch das landschaftlich reizvolle Saale-Unstrut-Triasland, wo das Saaletal von Weinbergen gesäumt wird. Zwischen Saaleck (Naumburg) und Großheringen zweigt Richtung Süden die Saalbahn nach Jena–Saalfeld–München ab. Über dem Saaletal befinden sich hier die Burg Saaleck und die Rudelsburg. Elektrischer Zugbetrieb war auf diesem Abschnitt erstmals im Jahr 1941 möglich, aber schon fünf Jahre später, im Jahre 1946, mussten im Rahmen der Reparationsleistungen an die Sowjetunion sämtliche Fahrleitungsanlagen wieder entfernt werden. 1967 wurde die erneute Elektrifizierung, diesmal bis Neudietendorf, in Betrieb genommen.
Saaleck–Erfurt

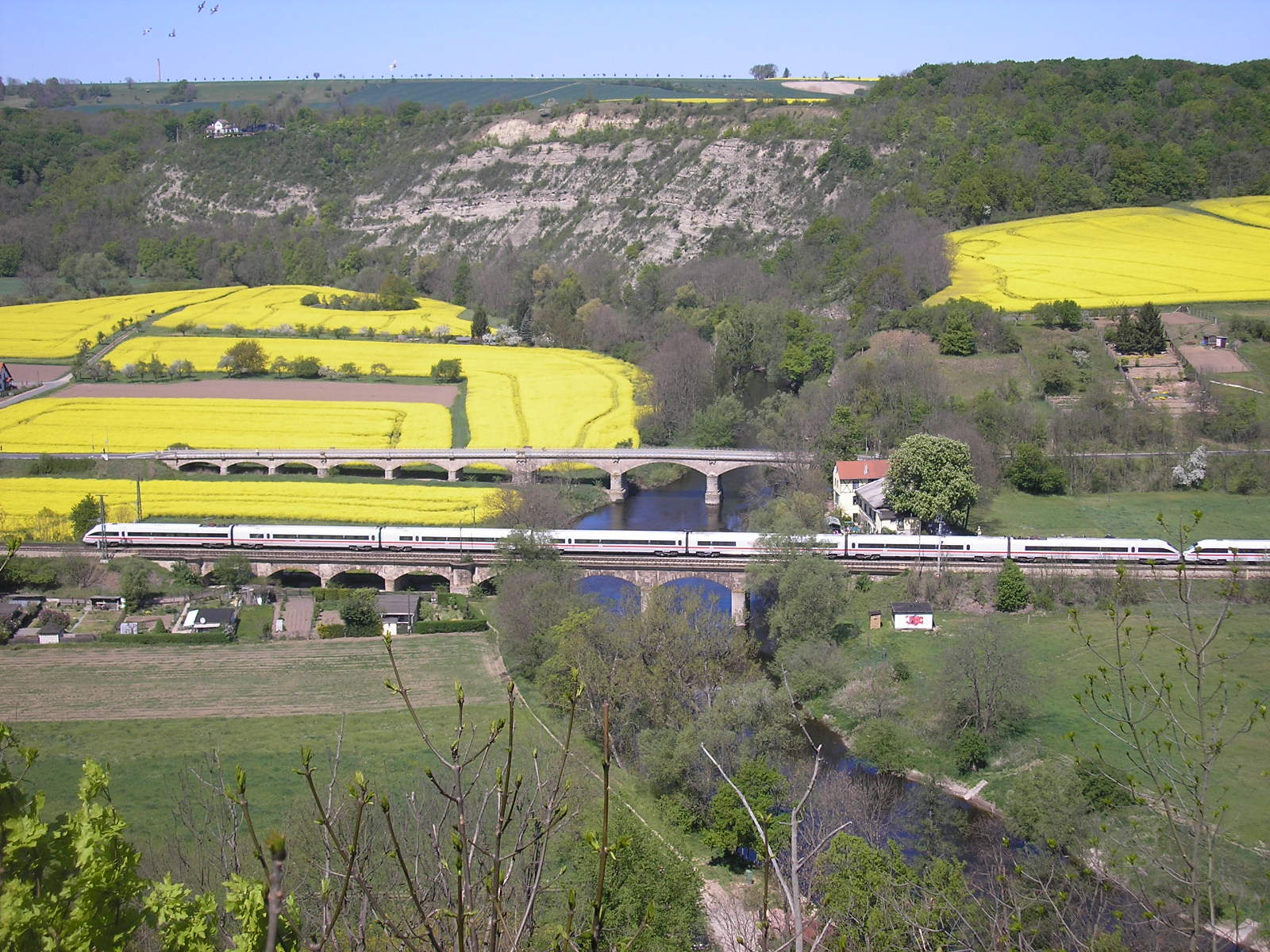
ICE bei Saaleck

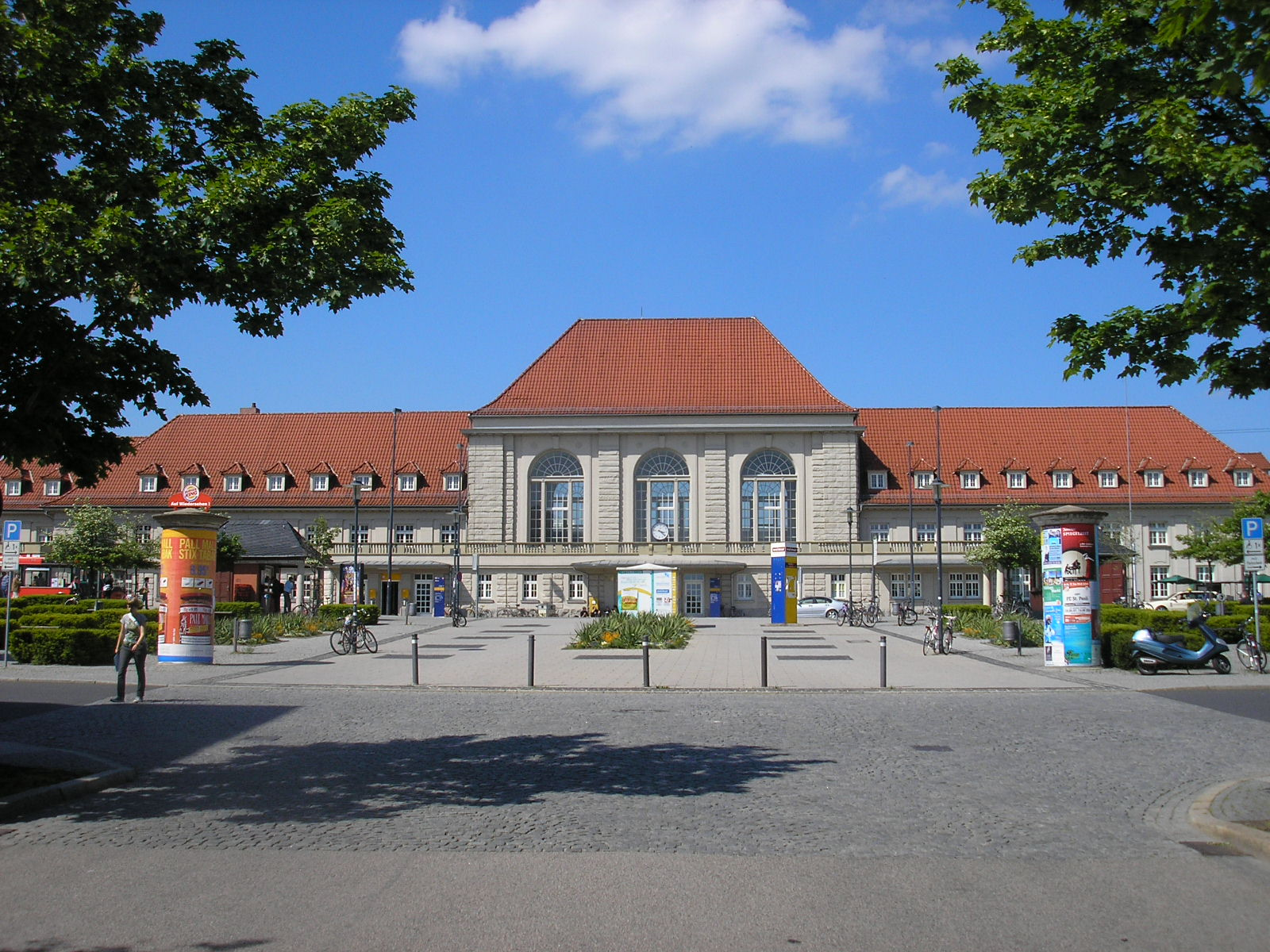
Bahnhof Weimar

Bei Großheringen geht die Bahnlinie in das Tal der Ilm über, die sie viermal quert. Das Gebiet um die Stadt Bad Sulza, durch das die Strecke nun führt, wird auch als Thüringer Toskana bezeichnet, da die sanft-hügelige Landschaft mit ihren Weinbergen und dem milden Klima an die Toskana erinnert. Die nächste größere Stadt an der Thüringer Bahn ist Apolda. Bis vor 150 Jahren war sie noch eine kleine Ackerbürgerstadt mit etwa 2500 Einwohnern, aber mit dem Bau der Bahnlinie nahm die Textilindustrie der Stadt einen enormen Aufschwung und ließ sie bis zum Jahr 1900 auf knapp 25 000 Einwohner anwachsen. Weiter südwestlich wird als nächster ICE-Halt Weimar erreicht. Der Bahnhof, von dem Richtung Osten die Bahnstrecke Weimar–Gera über Jena nach Gera abzweigt, liegt relativ weit entfernt von der Innenstadt. In Weimar verlässt die Bahnstrecke Halle–Bebra das Tal der Ilm und führt zunächst am Fuß des Ettersbergs entlang, um dann in das flache Thüringer Becken zu gelangen, wo sie nach etwa zwanzig Kilometern in westlicher Richtung Erfurt, die Landeshauptstadt Thüringens, erreicht. Ab Weimar liegt auch die so genannte Mitte-Deutschland-Verbindung auf der Thüringer Bahn. Im Erfurter Ortsteil Vieselbach befindet sich ein Güterverkehrszentrum an der Strecke und östlich des Erfurter Hauptbahnhofs liegt der große Rangier- und Güterbahnhof Erfurt. Kurz vor dem Güterbahnhof münden die Schnellfahrstrecke Erfurt–Leipzig/Halle, kurz vor dem Hauptbahnhof die Bahnstrecke Sangerhausen–Erfurt und die Bahnstrecke Wolkramshausen–Erfurt von Norden in die Thüringer Bahn ein. Der Erfurter Hauptbahnhof wurde in den Jahren 2003 bis 2008 umfassend umgebaut. Dies geschah im Rahmen des Baus einer Schnellfahrstrecke von Nürnberg über Erfurt nach Leipzig bzw. Halle (siehe hierzu Schnellfahrstrecke Erfurt–Leipzig/Halle und Schnellfahrstrecke Nürnberg–Erfurt), die den Fernverkehr der Thüringer Bahn zwischen Berlin, Leipzig und Halle auf der einen Seite und Nürnberg und München auf der anderen Seite übernommen hat. Seit 13. Dezember 2015 ist der nördliche Abschnitt zwischen Erfurt und Leipzig bzw. Halle in Betrieb. Der südliche Abschnitt bis Nürnberg wurde mit dem Fahrplanwechsel im Dezember 2017 in Betrieb genommen.
Erfurt–Neudietendorf

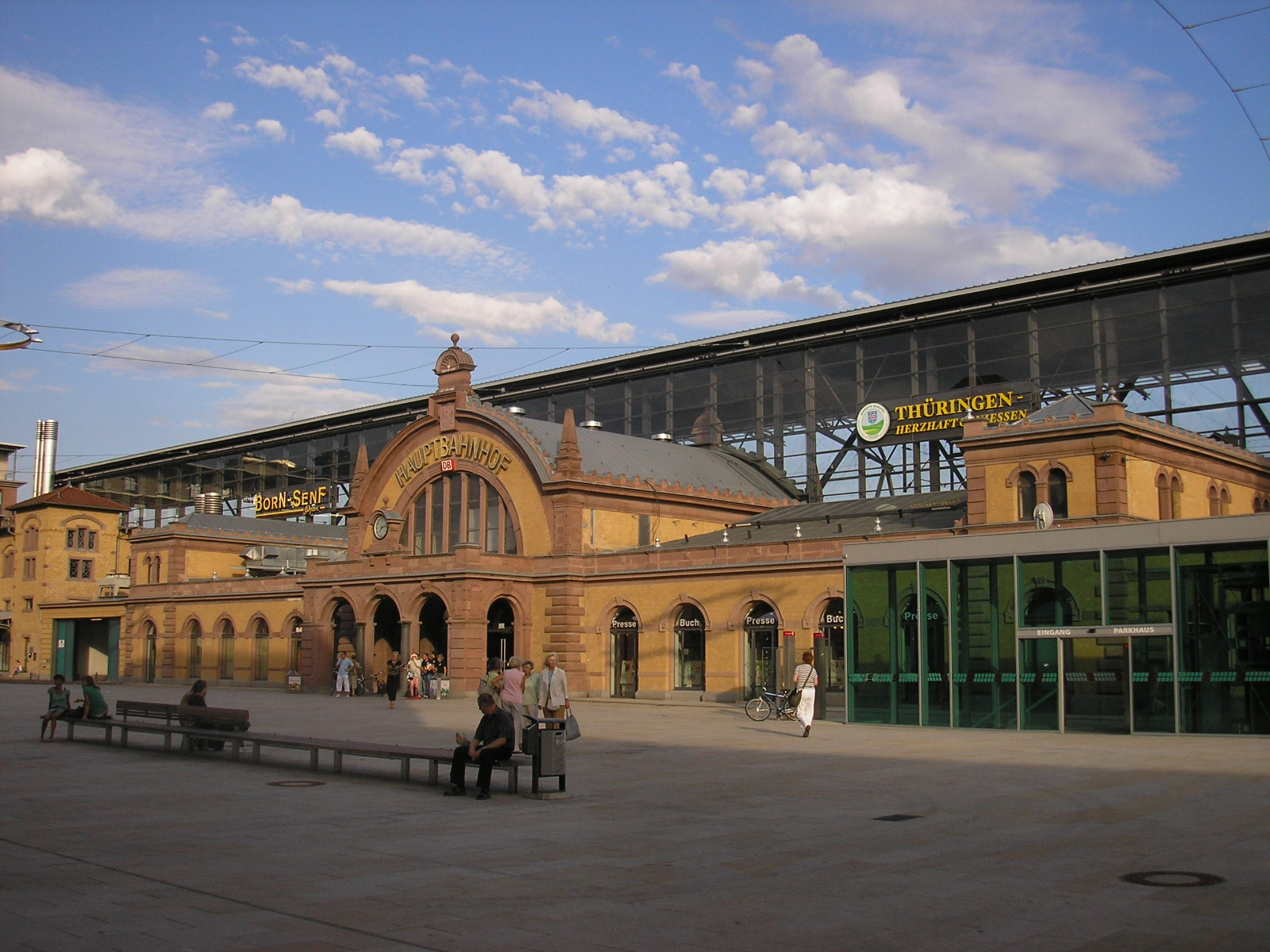
Erfurt Hauptbahnhof

Dieser Abschnitt zählt zu den meist frequentierten Bahnstrecken Thüringens. Die Trasse liegt hier im Tal der Gera und der Apfelstädt. Der zwölf Kilometer lange Abschnitt bekam zwischen 1910 und 1912 zwei zusätzliche Güterzuggleise und im Bahnhof Neudietendorf eine niveaufreie Ausfädelung des Streckengleises nach Arnstadt der Bahnstrecke Neudietendorf–Ritschenhausen. Diese Gleise wurden nach 1945 im Rahmen von Reparationsleistungen wieder abgebaut.
1967 erfolgte die Elektrifizierung des Streckenteiles und 1975 wurde wieder ein drittes Gleis mit der Ausfädelung verlegt. Seit 2005 verläuft auf den ersten Kilometern zwischen Erfurt und dem Stadtteil Bischleben parallel die Trasse der Schnellfahrstrecke Nürnberg–Erfurt.
Neudietendorf–Eisenach

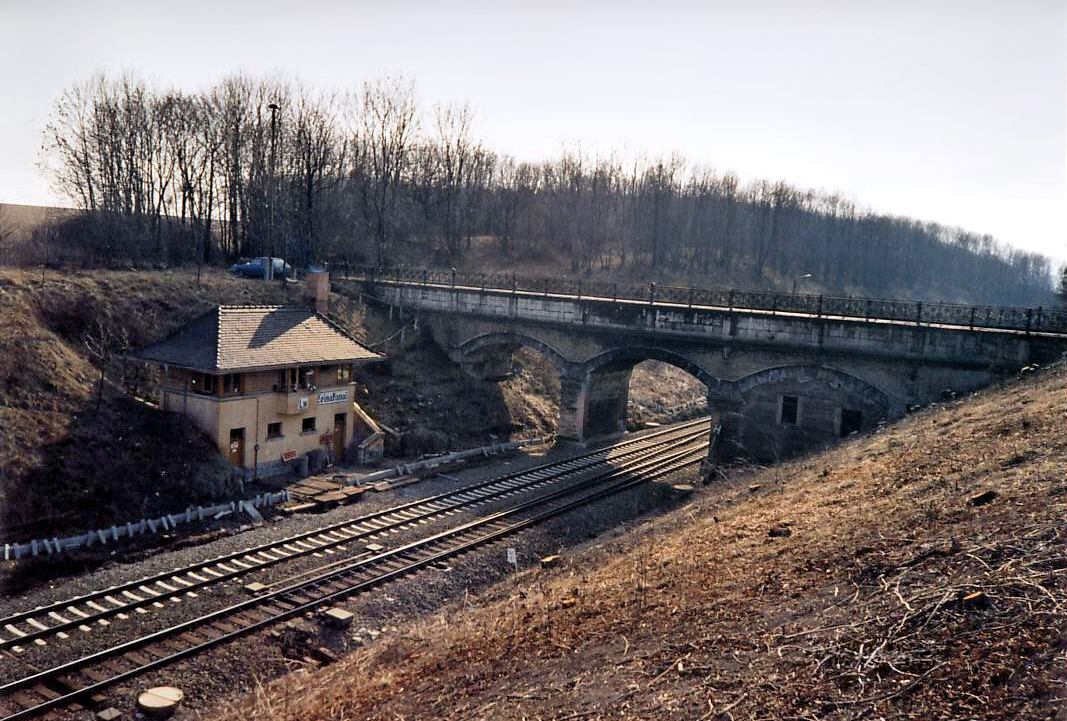
Das Aquädukt am Leinakanal 1993

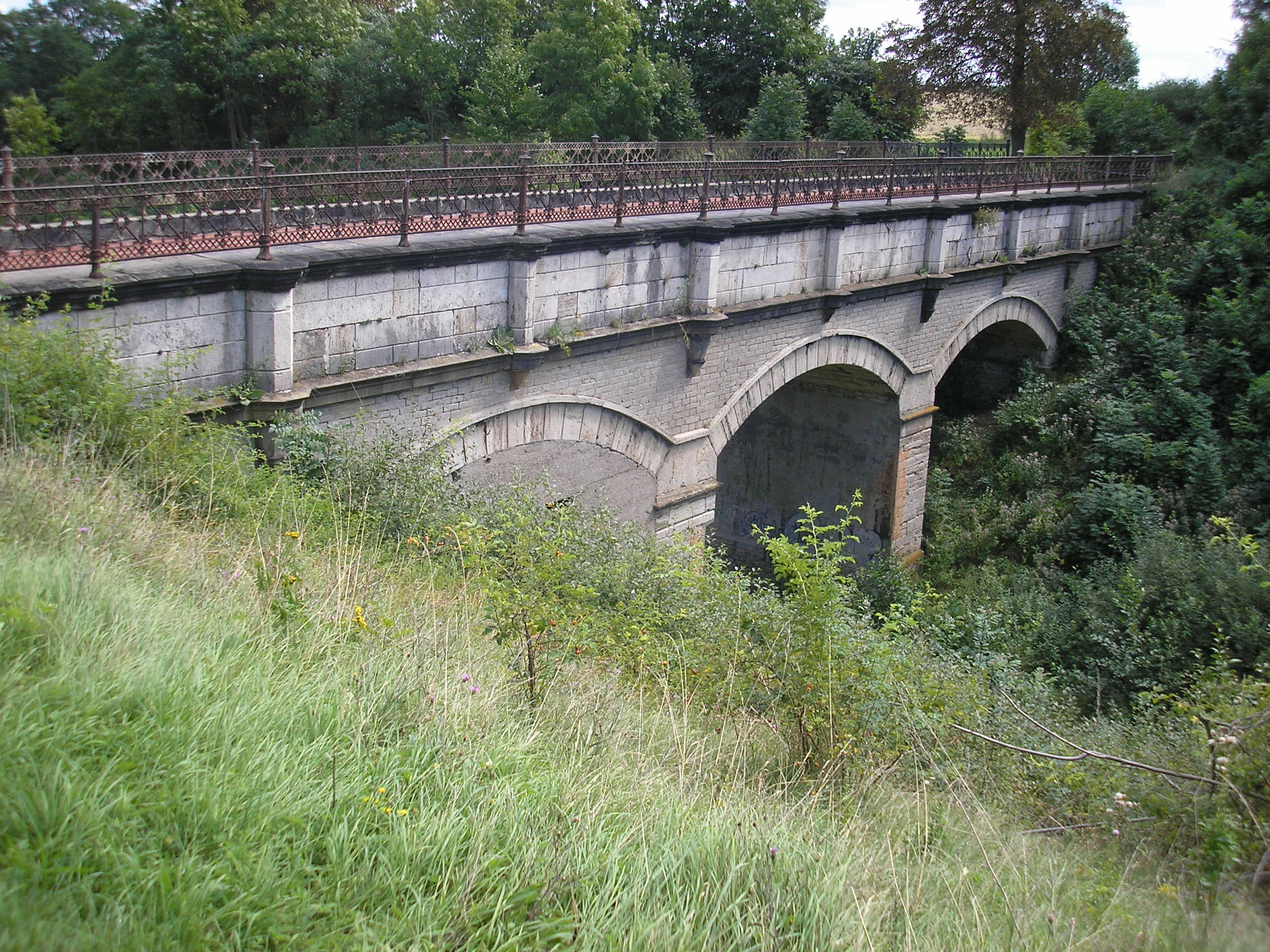
Das Aquädukt 2010

Westlich des Bahnhofs Neudietendorf führt die Strecke an den Drei Gleichen vorbei in Richtung Gotha, das nach dem Passieren des Großen Seebergs erreicht wird. Der West- und der Mittelteil des Bahnhofs von Gotha wurden im Zweiten Weltkrieg bei Bombenangriffen zerstört und nicht bzw. nur teilweise wieder aufgebaut, so dass das Empfangsgebäude heute wesentlich kleiner ist. Auf dem Vorplatz des Bahnhofs beginnt die Thüringerwaldbahn, eine Überlandstraßenbahn (ÜStra) in die Orte Waltershausen, Bad Tabarz und Friedrichroda. Im Bahnhof Gotha zweigen die Ohratalbahn nach Gräfenroda im Süden und die Bahnstrecke Gotha–Leinefelde Richtung Göttingen im Norden ab. Kurz nach Gotha erreicht die Strecke bei Kilometer 141,8 die Wasserscheide von Weser und Elbe und hat dort mit 324,4 Metern über NN ihren höchsten Punkt. Bei Streckenkilometer 142 überquerte der Leinakanal mit einem Aquädukt die Bahntrasse. Da das technische Denkmal einen Engpass bei der Streckenelektrifizierung darstellte, wird es seit 1994 mit einer neuen nördlich liegenden Trasse umfahren, wobei auch der Bogenradius vergrößert und der Scheitelpunkt um einige Meter höher gelegt wurde.
Von 1912 bis zur Streckenverlegung lag dort der Betriebsbahnhof Leinakanal, wo bis etwa 1950 bei Pferderennen im benachbarten Boxberg Personenzüge anhielten. Im Bahnhof Fröttstädt zweigt nach Süden mit der Bahnstrecke Fröttstädt–Georgenthal die älteste Nebenbahnstrecke Thüringens ab. Dort tritt die Thüringer Bahn auch in das Tal der Hörsel ein, der sie bis zur Werra hinter Eisenach folgt. Die Hörsel bildet hier ein reizvolles Durchbruchstal zwischen Hörselbergen im Norden und Thüringer Wald im Süden, durch das die Strecke verläuft.
Der Bahnhof Mechterstädt-Sättelstädt entstand in den 1930er Jahren als Gleisanschluss und Baulager für die im Bau befindliche Reichsautobahn. Nach dem Krieg nutzte die Rote Armee bis 1990 den nördlichen Teil des Bahnhofs als Sammelplatz für Militärtransporte (Panzer) zum nahen Schießplatz Kindel. Für den Reiseverkehr beider Gemeinden lag dieser Bahnhof ungünstig, beim Ausbau in den 1990er Jahren erhielten sie deshalb eigene Haltepunkte. Nachdem sie die Bundesautobahn 4 gekreuzt und die Gemeinde Wutha-Farnroda durchquert hat, wo ehemals die Bahnstrecke Wutha–Ruhla abzweigte, erreicht die Strecke die Stadt Eisenach, die der nächste ICE-Halt nach Erfurt ist.
Eisenach–Gerstungen

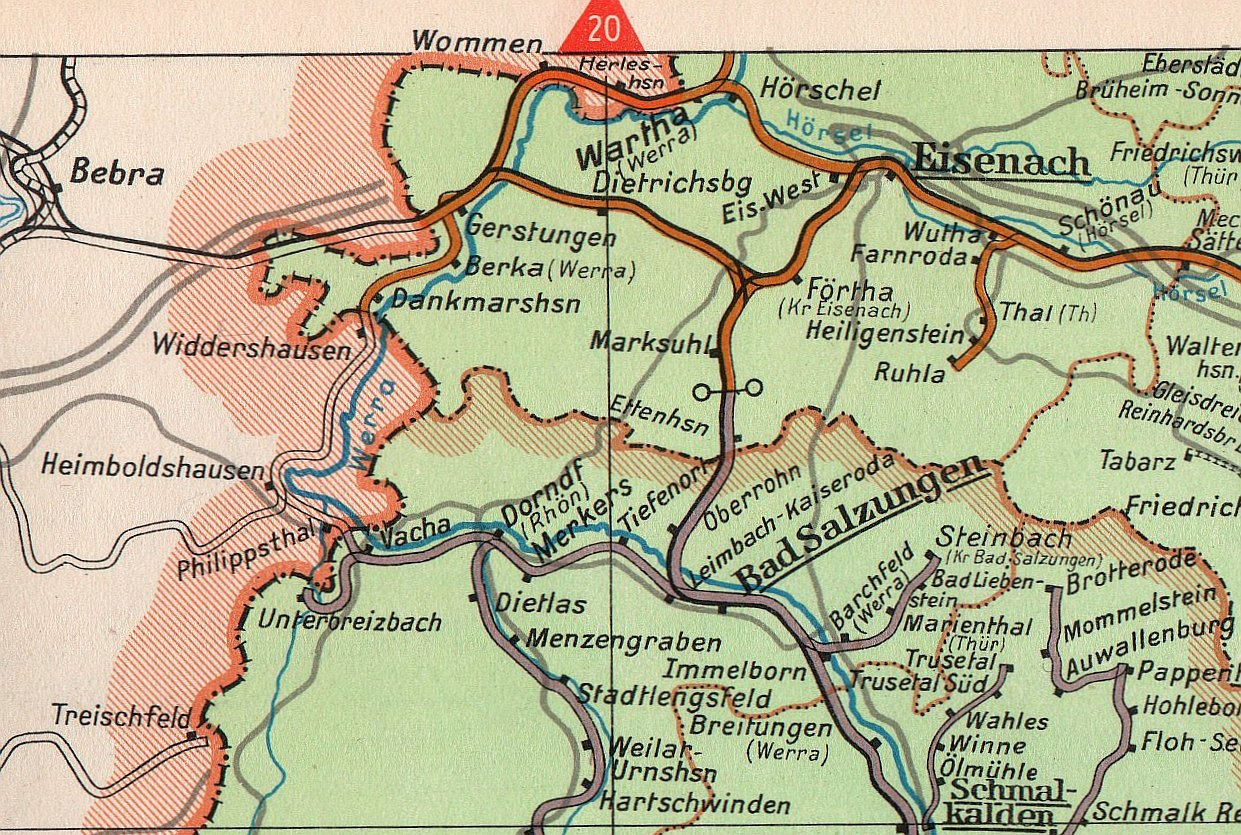
Eisenbahn-Verkehrskarte der DDR, Januar 1967, S. 26, Ausschnitt Eisenach-Bebra

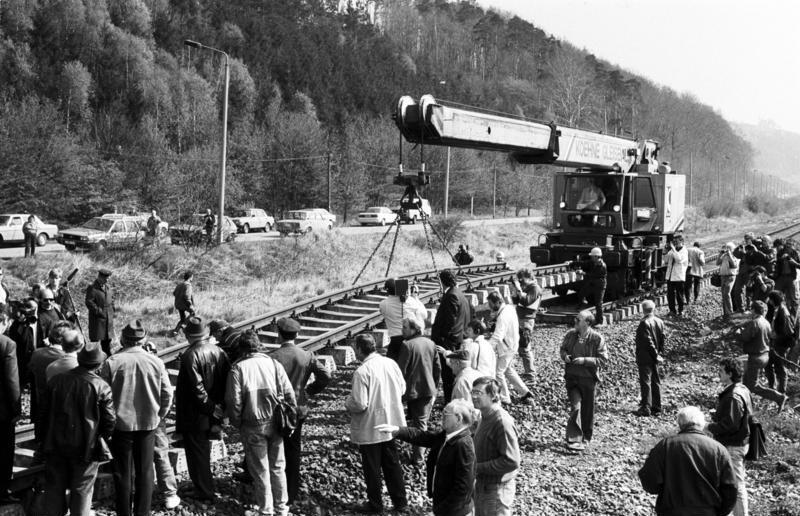
Lückenschluss 1990

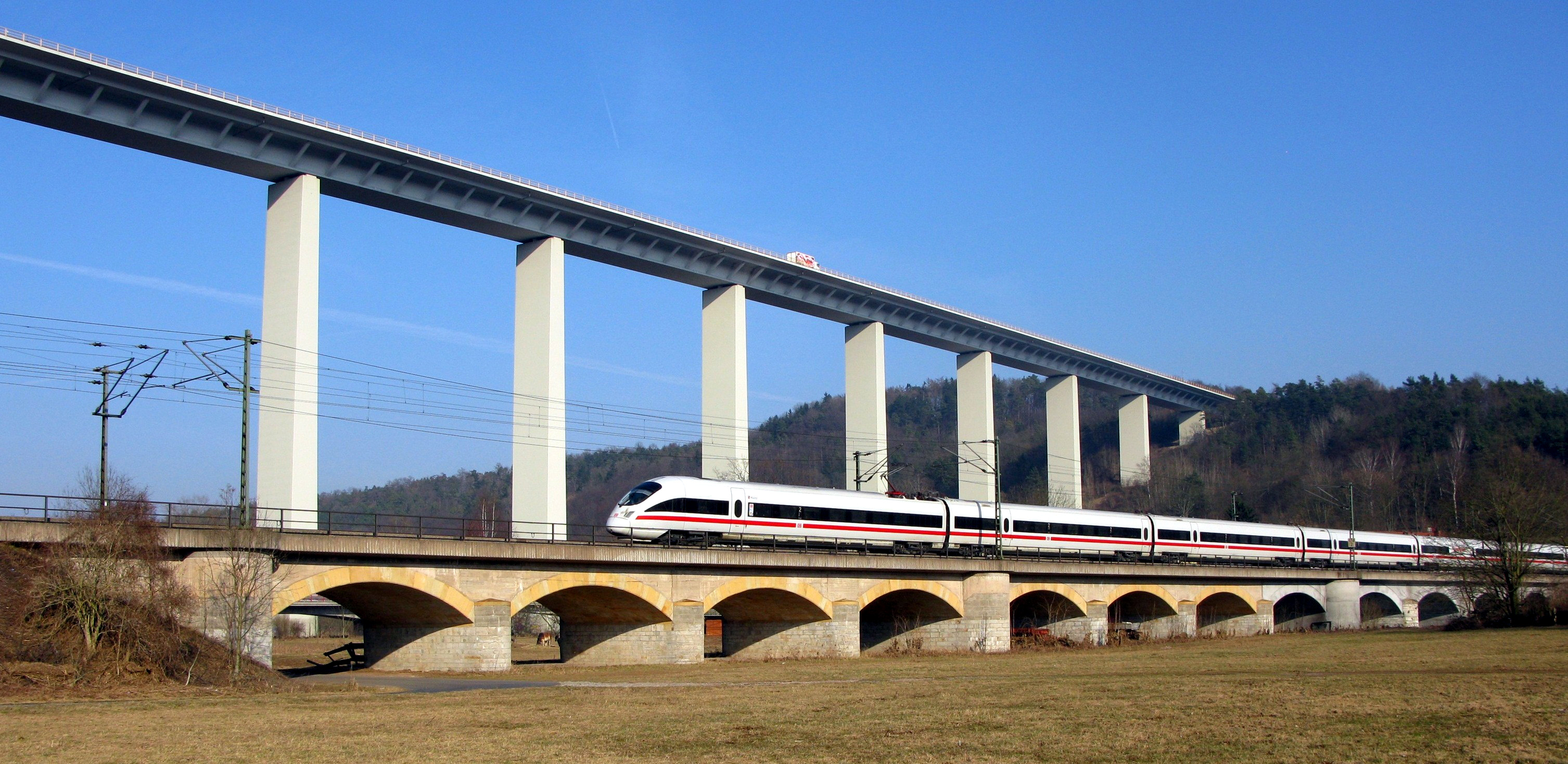
ICE-T auf der erneuerten Werrabrücke

Die Thüringer Bahn verlässt Eisenach in westlicher Richtung und erreicht das Tal der Werra, die sie in Hörschel überquert. Anschließend verläuft die Strecke im Bereich Herleshausen auf sieben Kilometern über hessisches Gebiet, bevor sie wieder nach Thüringen wechselt und weiter nach Gerstungen führt. Bereits 1946 vereinbarten die Reichsbahndirektionen Erfurt und Kassel eine neue Abgrenzung ihrer Bezirke im Werratal mit dem Ergebnis, dass der 7,11 Kilometer lange Streckenabschnitt Wommen–Herleshausen, der in der Amerikanischen Besatzungszone lag, der Erfurter Direktion unterstellt wurde. Den Betrieb und Unterhalt besorgten Bundesbürger, als Beschäftigte der Deutschen Reichsbahn angestellt und in D-Mark bezahlt. Bis 1978 fuhren über Herleshausen noch Güterzüge, dann ruhte zwischen Wartha und Gerstungen der Betrieb und 23 Mitarbeitern wurde gekündigt. Die letzten drei dieser bundesdeutschen Reichsbahner hielten in den folgenden Jahren die ungenutzten Anlagen in Ordnung. Sie wurden mit der Übergabe des Abschnittes an die Bundesbahn am 1. Juli 1988 entlassen und die Strecke wurde durch Abbau von jeweils etwa hundert Metern Gleisanlage auf thüringischem Gebiet unmittelbar an der Grenze unbefahrbar gemacht. Der hessische Streckenabschnitt wurde aufgelassen und die Bundesbahndirektion wollte das Terrain verkaufen.
Der Umstand des fünffachen Querens (vgl. folgender Abschnitt „Gerstungen–Bebra“) der innerdeutschen Grenze im sogenannten Thüringer Zipfel sorgte während der deutschen Teilung auf Seiten der DDR für Sicherheitsprobleme. Aus diesem Grunde wurde in den Jahren 1961/1962, nach Errichtung der Berliner Mauer von der DDR eine eingleisige und steigungsreiche Umgehungsstrecke, die Bahnstrecke Förtha–Gerstungen, gebaut. Die bei Förtha von der Werrabahn abzweigende Strecke mündete östlich von Gerstungen wieder in die Thüringer Bahn ein und umfuhr den Abschnitt Herleshausen–Wommen.
Erst 1991, nach der Wiedervereinigung, wurde die alte Hauptstrecke der Thüringer Bahn wieder aufgebaut und am 25. Mai 1991 in Betrieb genommen, die geländebedingt ungünstig trassierte Umgehungsstrecke konnte daraufhin stillgelegt und abgebaut werden.
Gerstungen–Bebra

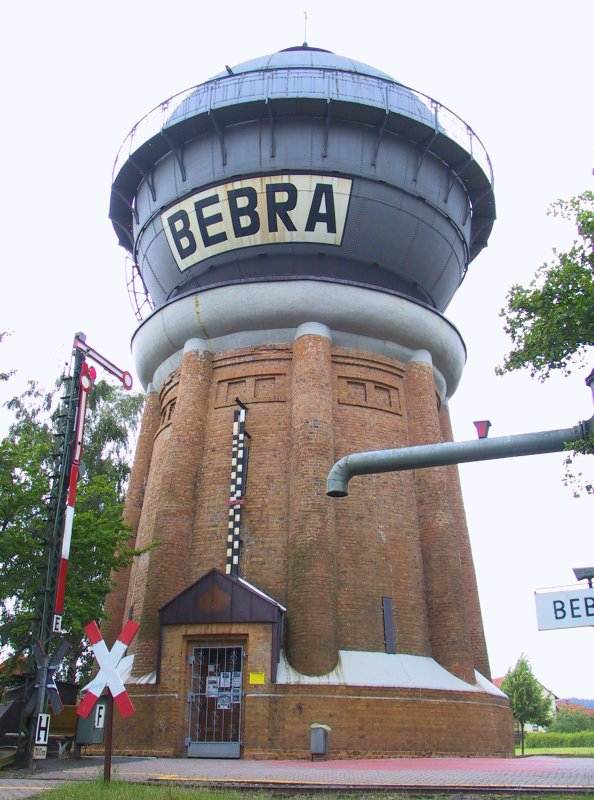
Wasserturm in Bebra

Gerstungen war nach der Einweihung der Bahnstrecke 1849 Umsteigebahnhof zwischen Thüringischer Eisenbahn und Friedrich-Wilhelms-Nordbahn-Gesellschaft, ab 1946 Grenzbahnhof zwischen der Reichsbahndirektion (Rbd) Erfurt und der Rbd Kassel bzw. zwischen der DDR und Bundesrepublik Deutschland. Außerdem zweigt in Gerstungen die Bahnstrecke Gerstungen–Vacha ab, eine Nebenbahn durchs Werratal über Heringen und Vacha nach Bad Salzungen – heute nur noch bis Heimboldshausen mit Werksanschluss bis Unterbreizbach. Sie spielt vor allem für die Kali-Industrie (K+S AG) eine große Rolle. Hinter Gerstungen verlässt die Thüringer Bahn das Tal der Werra, führt dabei zwischen den hessischen Orten Bosserode und Hönebach noch einmal über thüringisches, also bis 1990 zur DDR gehöriges Gebiet in der Gemarkung Großensee und steigt zum Hönebach-Tunnel an, der die Wasserscheide zwischen Werra und Fulda markiert. Westlich des Tunnels führt die Strecke durch Ronshausen im Tal zwischen Seulingswald im Süden und Richelsdorfer Gebirge im Norden nach Bebra, wo sie an den Strecken nach Frankfurt, Göttingen und Kassel endet. Die Kilometrierung der Thüringer Bahn wird an der Strecke nach Kassel fortgeführt, wo sie in Baunatal-Guntershausen nach 272 Kilometern endet.
Während der Teilung Deutschlands kamen zwischen Bebra und Obersuhl (letzter Haltepunkt vor der Grenzübergangsstelle Gerstungen) teilweise Schienenbusse des Bw Fulda (später Bw Marburg und Bw Gießen) zum Einsatz. Nachdem die Bundesbahn zunächst mit lokbespannten Personenzügen den Nahverkehr abwickelte und die Loks in Gerstungen auf der dortigen Drehscheibe wendete, untersagte die Reichsbahn diese Fahrten ab April 1966. Ab da fuhren Schienenbusse als Sperrfahrt zwischen Hönebach und Obersuhl. Der Haltepunkt Obersuhl wurde verlegt und eine neue Überleitstelle errichtet. Auch im Jahr 1990 führte die DB diese Fahrten noch mit Schienenbussen durch.
Berliner Kurve
Seit 1914 gibt es bei der Abzweigstelle Faßdorf (km 206,39) eine Verbindungsstrecke zur Nord-Süd-Strecke Bebra–Bad Hersfeld, welche den Zügen von Erfurt nach Frankfurt am Main den Fahrtrichtungswechsel in Bebra erspart. Bis 1952 existierte zusätzlich von Faßdorf bis zum Hönebach-Tunnel aufgrund von elf Promille Steigung noch ein drittes Gleis. Nach 1945 wurde die Verbindungskurve aufgrund des im Regelfall erforderlichen Lokwechsels in Bebra nicht mehr genutzt und 1989 wegen Baufälligkeit einer Brücke gesperrt. Mit der Modernisierung der Strecke nach 1990 wurde auch dieser Abschnitt saniert und wieder in Betrieb genommen. Seitdem verkehren über diese Verbindungskurve die von Dresden sowie Berlin nach Frankfurt fahrenden Fernverkehrszüge.

### Betriebsstellen

#### Weißenfels
Der Bahnhof Weißenfels besteht seit der Streckeneröffnung im Jahr 1846 und wurde 1859 mit der Eröffnung der Strecke nach Zeitz zum Trennungsbahnhof. Seit der Auflassung der Güterverkehrsanlagen Ende der 1990er Jahre dient er nur noch dem regionalen Reiseverkehr.

#### Großheringen
Der Bahnhof Großheringen ist ein wichtiger Eisenbahnknoten entlang der Thüringer Stammbahn. Dort zweigen jeweils die Bahnstrecke Großheringen–Saalfeld als auch die Bahnstrecke Großheringen–Straußfurt von der Thüringer Stammbahn ab. Ausgeführt ist der Bahnhof als Keilbahnhof, wobei das Bahnhofsgebäude in der Mitte liegt.

#### Wandersleben
Der Ort Wandersleben besitzt einen Bahnhof an der Bahnstrecke, welcher zwischen den Betriebsstellen Neudietendorf und Seebergen liegt. Der Bahnhof besitzt ein langes Überholgleis Richtung Neudietendorf, welches im Rahmen der Streckenertüchtigung im Jahr 2024 für die Überholung von Güterzügen mit einer Länge von bis zu 740 Metern verlängert wurde.

#### Seebergen

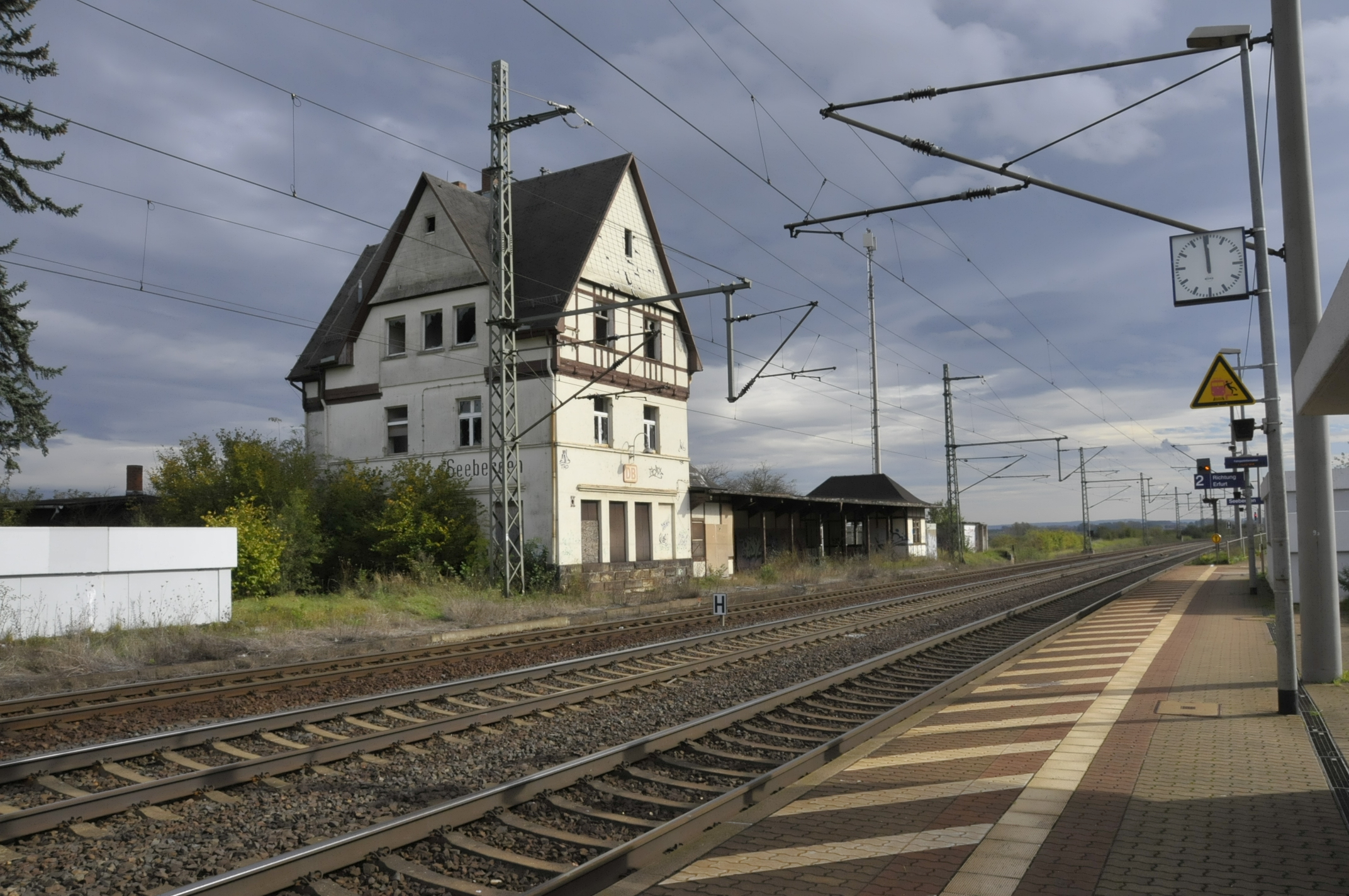
Bahnhof Seebergen (2014)

Der heutige Bahnhof Seebergen wurde 1912 errichtet und ersetzte einen seit 1847 bestehenden Haltepunkt weiter östlich. Neben den beiden Streckengleisen besteht heute noch ein Überholgleis. Das Empfangsgebäude wurde 2016 nach längerem Leerstand abgerissen.

#### Gotha
Der Bahnhof Gotha besteht seit der Streckeneröffnung im Jahr 1847. Mit der Eröffnung der Strecken nach Leinefelde (1870) sowie nach Ohrdruf und Gräfenroda (1876/1892) wurde Gotha zu einem wichtigen Knotenpunkt im mittleren Thüringen. Seit 1929 besteht darüber hinaus am Bahnhofsvorplatz ein Übergang zur Thüringerwaldbahn nach Tabarz, einer Überlandstraßenbahn.
Gotha ist bis heute Halt im Fernverkehr, Stand 2017 halten zweistündlich ICE der Linie von Dresden nach Frankfurt (Main) Hbf. Der Güterverkehr am Bahnhof ist mittlerweile von untergeordneter Bedeutung.

#### Fröttstädt
Der Bahnhof Fröttstädt liegt sieben Kilometer von Gotha entfernt auf der anderen Seite des Leinakanals. Es handelt sich um einen 1876 eröffneten Keilbahnhof mit vier Gleisen, an welchem die Strecke Fröttstädt–Friedrichroda von der Thüringer Stammbahn abzweigt. Im Jahr 2017 wurde der Personentunnel zum Gleis 2 verfüllt und stattdessen ein Aufgang mit Personenaufzug zur Langenhainer Straße eingerichtet, welche die Stammbahn unmittelbar östlich des Bahnhofs unterquert. Diese Maßnahme ist Teil des Ausbaues der Bahnstrecke Eisenach–Wandersleben auf eine Höchstgeschwindigkeit von 200 km/h.

#### Herleshausen

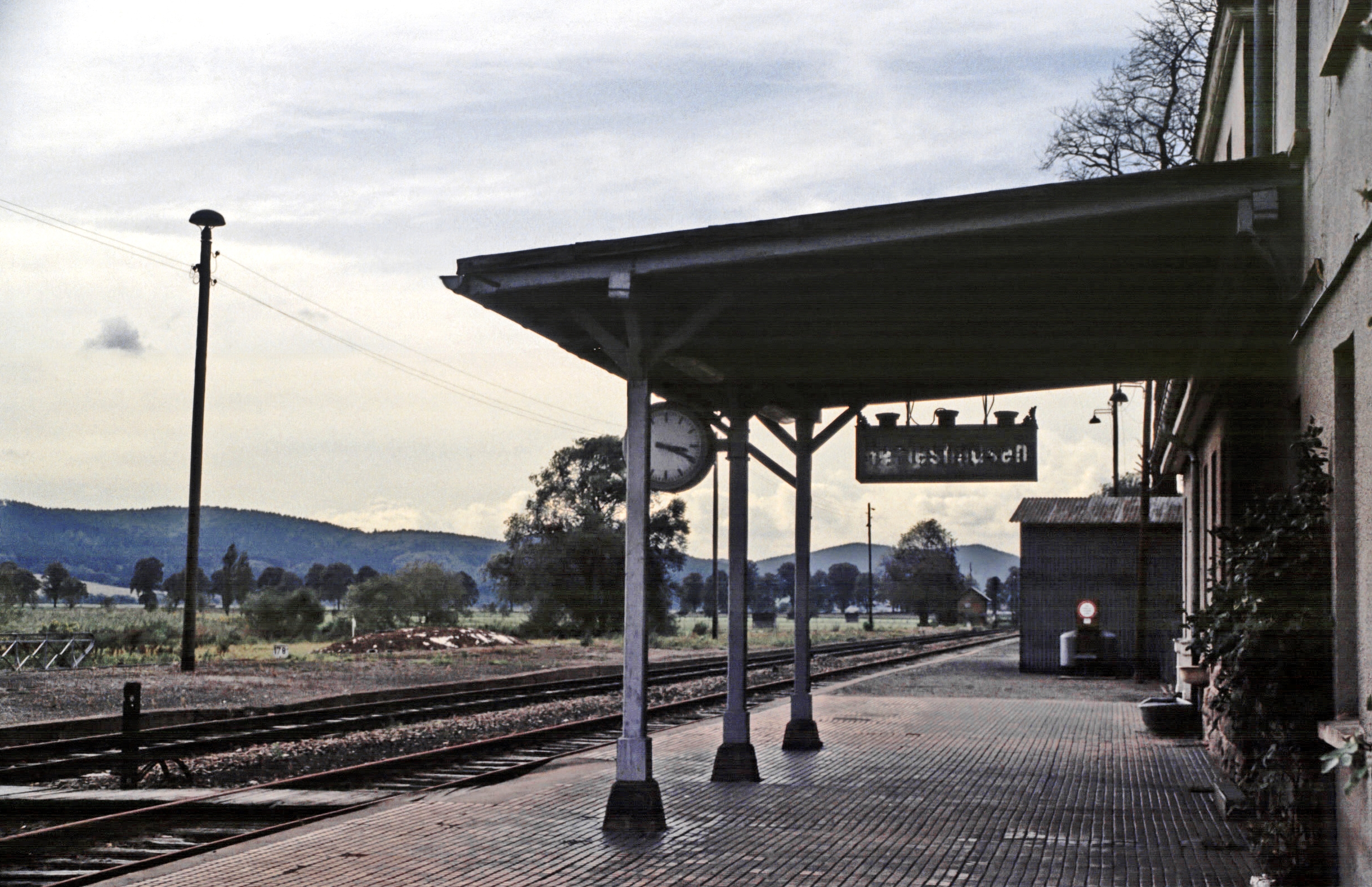
Herleshausen zu Reichsbahn-Zeiten – 1983

Der ehemalige Bahnhof und heutige Haltepunkt Herleshausen liegt in dem Abschnitt der Strecke zwischen Eisenach–Gerstungen, der auf hessischem Gebiet verläuft. Während der deutschen Teilung ergab sich hier betrieblich die Situation, dass die Reichsbahn eine Strecke in der Bundesrepublik betrieb. Das Reichsbahnpersonal, das im Bahnhof Herleshausen arbeitete, waren westdeutsche Mitarbeiter. Nach Eröffnung der Bahnstrecke Förtha–Gerstungen 1962, durch die eine Verbindung von Gerstungen nach Eisenach entstand, die ausschließlich über DDR-Territorium führte, wurde der Betrieb im Bahnhof Herleshausen mit einem symbolischen Güterzug pro Tag bis 1978 aufrechterhalten. Anschließend waren Strecke und Bahnhof ohne Verkehr, wurden aber mit stark reduziertem Personal bis 1988 betriebsbereit gehalten. Im Zuge des „Verkehrsprojekts Deutsche Einheit 7“ wurde der Bahnhof zu einem Haltepunkt.

#### Gerstungen
Bei Eröffnung der Strecke hatte Gerstungen zunächst zwei Bahnhöfe, einen der Thüringer Eisenbahngesellschaft und einen der Friedrich-Wilhelm-Nordbahn. Hohe Bedeutung hatte der Bahnhof Gerstungen als Grenzbahnhof während der deutschen Teilung. Hier fand DDR-seitig bei Zügen in die und aus der DDR die Grenzkontrolle bei stehendem Zug statt.

## Bahnbetriebsunfälle
Am 24. Dezember 1935 kam es zu einem Zugunfall zwischen einem Schnellzug und einem Personenzug im Einfahrtsbereich des Bahnhofs von Großheringen auf der Saalebrücke. Bei dem Unfall starben 34 Menschen und 27 wurden schwer verletzt.
Am frühen Morgen des 29. Januar 1962 entgleiste der Schnellzug D 28 von Berlin nach Eisenach auf dem Bahnhof Mechterstädt-Sättelstädt. Die Lok, ein Schlaf- und zwei Sitzwagen des D 28 entgleisten; 27 zum Teil schwerverletzte Reisende und Bahnangestellte sowie ein enormer Sachschaden wurden registriert. Die staatlich kontrollierten DDR-Medien verschwiegen den Vorfall, lediglich eine Lokalzeitung brachte eine dreizeilige Notiz. Der Unfall war durch einen Dispositionsfehler (Berufsneuling im Stellwerk) und durch Kapazitätsengpässe im Bahnbetrieb verursacht worden. Im Bahnhofsbereich kam es zur Kollision mit einem außerplanmäßig ankommenden und ebenfalls in Richtung Eisenach fahrenden Güterzug des DR-Gleisbaubetriebes Bitterfeld (zwanzig Schotterwagen). Wegen Oberbaumängeln im Abschnitt Fröttstädt–Mechterstädt-Sättelstädt fuhr der ankommende Schnellzug nur mit 50 km/h, somit hatte dessen Lokpersonal beim Erkennen des Hindernisses noch 50 m vor dem Zusammenstoß eine Schnellbremsung einleiten können und ein Notsignal ausgelöst.
Am 23. Juni 1976 um 17:25 Uhr verunfallte am Westkopf des Bahnhofes Eisenach der internationale Schnellzug D 354 auf der Fahrt von Berlin nach Paris. Die Lokomotive der Reihe 118 und zwei folgende Personenwagen blieben bei der Überfahrt über eine defekte Weiche in den Gleisen, die folgenden Wagen entgleisten und kollidierten mit einem Postwagen und einer Rangierlokomotive die ein daneben liegendes Gleis befuhren. Der Postwagen und die Rangierlok stürzten auf eine seitlich des Bahndammes liegende Straße. Es gab insgesamt 26 Verletzte bei Personal und Fahrgästen.
Am 11. Juni 1981 entgleiste gegen 16:50 Uhr der Schnellzug D 1453 von Düsseldorf nach Karl-Marx-Stadt im Bahnhof Erfurt-Bischleben. Aufgrund einer Gleisverwerfung stürzten zwei Wagen des Zuges eine Böschung herunter und ein Wagen prallte gegen das Stellwerk. 14 Reisende fanden den Tod, 93 wurden teilweise schwer verletzt.
Auf der Eisenbahnstrecke Halle–Erfurt entgleisten in der Nacht zum 13. März 1986 in der Nähe des Bahnhofs Leißling, Kreis Weißenfels, 26 mit Zement beladene Wagen eines Güterzuges, wobei einige umstürzten. Personen wurden nicht verletzt. An Gleis- und Fahrleitungsanlagen entstand erheblicher Sachschaden. Ursache für das Unglück war der Bruch einer Radscheibe an einem Güterwagen.